# Hangyák

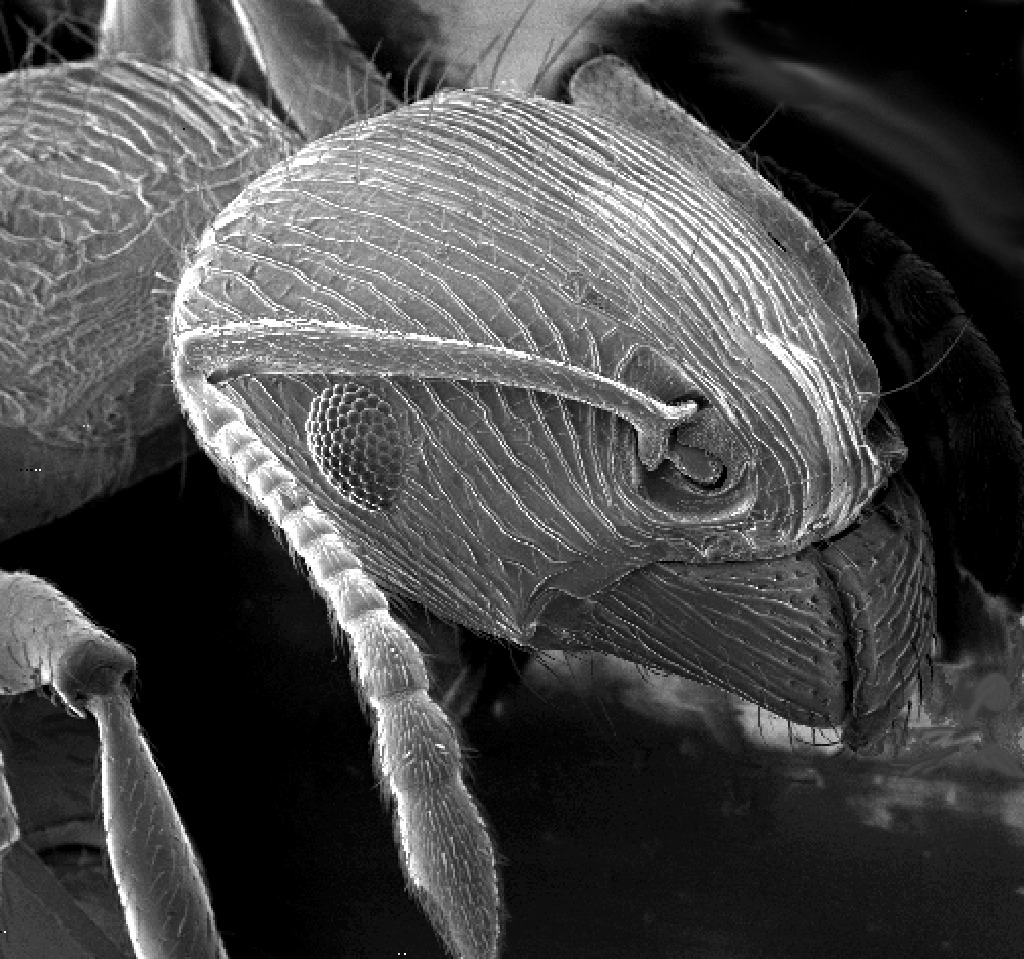
Pásztázó elektronmikroszkóppal készült felvétel egy hangya fejéről

A hangyák (Formicidae) a fejlett szárnyas rovarok (Endopterygota) közé sorolt hártyásszárnyúak (Hymenoptera) rendjében a hangyaszerűek (Formicoidea) öregcsalád egyetlen családja a 2020-as évek elején 17 recens és négy kihalt alcsaláddal (Csathó et al.).
A felsorolásban magyar névvel el nem látott alcsaládok kijelölése bizonytalan.
Közösségalkotó rovarok. A méhek és a darazsak rokonai, azokkal együtt tartoznak a fullánkosdarázs-alkatúak (Apocrita) alrendjébe. Nem tévesztendők össze a termeszekkel, amelyeket hasonló életmódjuk okán időnként fehér hangyáknak, illetve termeszhangyáknak is neveznek: a két taxon nem közeli rokon.
A rovartan hangyákat tanulmányozó résztudománya a mürmekológia.

## Származásuk, elterjedésük
Őseik mintegy 140 millió éve, a zárvatermők elterjedése után tűntek fel a Földön (Foitzik–Fritsche, 70. old.). Az első, a mai értelemben vett (közösségben élő) hangyák mintegy 120 millió éve, a kréta időszakban tűntek fel, meghatározóvá azonban csak a paleogénben váltak (Lőrinczi, 4. old.).

### Családfájuk
Legközelebbi rokonaiknak sokáig a pókhangyaféléket (Mutillidae) tartották, de a molekuláris genetikai vizsgálatok kimutatták, hogy ez a rokonság nem is olyan közeli. Rendszertani felosztásuk az új adatok alapján többször változott; legutóbb a molekuláris genetikai vizsgálatok írták át.

### Rendszertani felosztásuk, megkülönböztetésük
A külső szemlélő számára az azonos fajú dolgozókat szinte képtelenség megkülönböztetni egymástól – sőt, a rokon fajok is rendkívül hasonlóak lehetnek. Így például az erdeihangyaformák (Dolichoderinae) alcsalád kóborhangya (Tapinoma) nemének fajai között optikai módszerekkel csupán a hímek nemi szervének felépítésében fedezhetünk fel mikroszkóp alatt némi különbséget. Maguk a hangyák azonban nemcsak az egyes fajokba, de jellemzően az egyes bolyokba tartozó példányokat is meg tudják különböztetni egymástól – sőt, még azt is meg tudják állapítani, hogy az egyes dolgozók fejlődésük melyik (ivadékgondozó, fészekkarbantartó, élelemszerző) szakaszában tartanak.

### Jelenlegi elterjedésük
Típusosan kozmopolita élőlények, amelyek benépesítettek majdnem minden szárazföldet; a jelenlegi kivételek az Antarktisz, Grönland és Izland, ahol számukra túl hideg az éghajlat, valamint Hawaii, ahová nem jutottak el.
A 21. század elejéig mintegy 12 500 fajukat írták le; többségüket a trópusokról.
A leírt hangyafajok száma földrajzi régiónként:
- Közép- és Dél-Amerika – 2162
- Észak-Amerika – 580
- Európa – 180
- Afrika – 2500
- Ázsia – 2080
- Ausztrália – 985
- Melanézia – 275
- Polinézia – 42

2014-ben Bolton és mtsai már több mint 300 nem több mint 13 000 faját összesítették; azóta is folyamatosan írnak le új fajokat.
Becslések szerint mintegy 1015 hangya él a Földön, azaz 6 nagyságrenddel(!) több, mint ahány ember (ELENA, 2. old.). Ugyancsak becslések szerint mintegy 24 000 hangyafaj él a Földön (ELENA, 2. old.), a 2020-as évek elejéig már körülbelül 16 000-et írtak le (Foitzik–Fritsche, 17. old.). Más becslések (Keller, L. & Gordon, E., 2010: The Lives of Ants. Oxford University Press, Oxford, UK.; idézi Maák, p. 4.) szerint a fajok teljes száma 30 és 90 ezer között lehet. Ezek alapján hangya lehet a rovarfajok mintegy két százaléka. Biológiai jelentőségüket jól mutatja, hogy (a viszonylag kevés faj dacára) becslések szerint a szárazföldek állati biomasszájának mintegy ötöde, ezen belül a rovarok össztömegének mintegy harmada hangya. A trópusokon ez az arány nagyobb; a sarkok felé gyakoriságuk és arányuk is csökken. Az igazán fajgazdag területeken nem ritkán 200–300 hangyaboly is jut 100 négyzetméterre — apró termetű fajok kis kolónniáiból akár több is. Jobb élőhelyeken (a fiasítást is beszámítva) 30–40 kg élő hangya jut egy hektárra (ELENa, 7. old).
Európában néhány száz fajuk él (ELENA, 2. old.). Magyarországon leggyakoribb fajuk a közönséges feketehangya (Lasius niger).
Közismert rovarok, aminek jeleként számos szólásmondásban, illetve állatmesében feltűnnek – többnyire mint a szorgalom, illetve a számosság megszemélyesítői (Csathó et al.).

### Természetvédelmi helyzetük
Magyarországról öt alcsalád 126 faja ismert (Csathó et al.). Telepes állatok lévén hazánkban egyedileg egyetlen hangya sem védett, viszont védettek a növényi törmelékből fészket építő vöröshangyafajok fészkei (Tartally). Ezek eszmei értéke 2022-ben egységesen 50 000 Ft/boly:
- erdei vöröshangya (Formica rufa),
- kis vöröshangya (Formica polyctena),
- kis vitézhangya (Formica pressilabris),
- nagy vitézhangya (Formica exsecta),
- pirosfejű vöröshangya (Formica truncorum),
- réti vöröshangya (Formica pratensis);

ezekbe beletúrni; belőlük gyűjteni tilos!
Inváziós faj:
- a kis fáraóhangya (Monomorium pharaonis) és
- a keleti feketehangya (kerti hangya, Lasius neglectus);

ezek terjedését segíteni legalábbis nem illik.

## A kolónia és a fészek

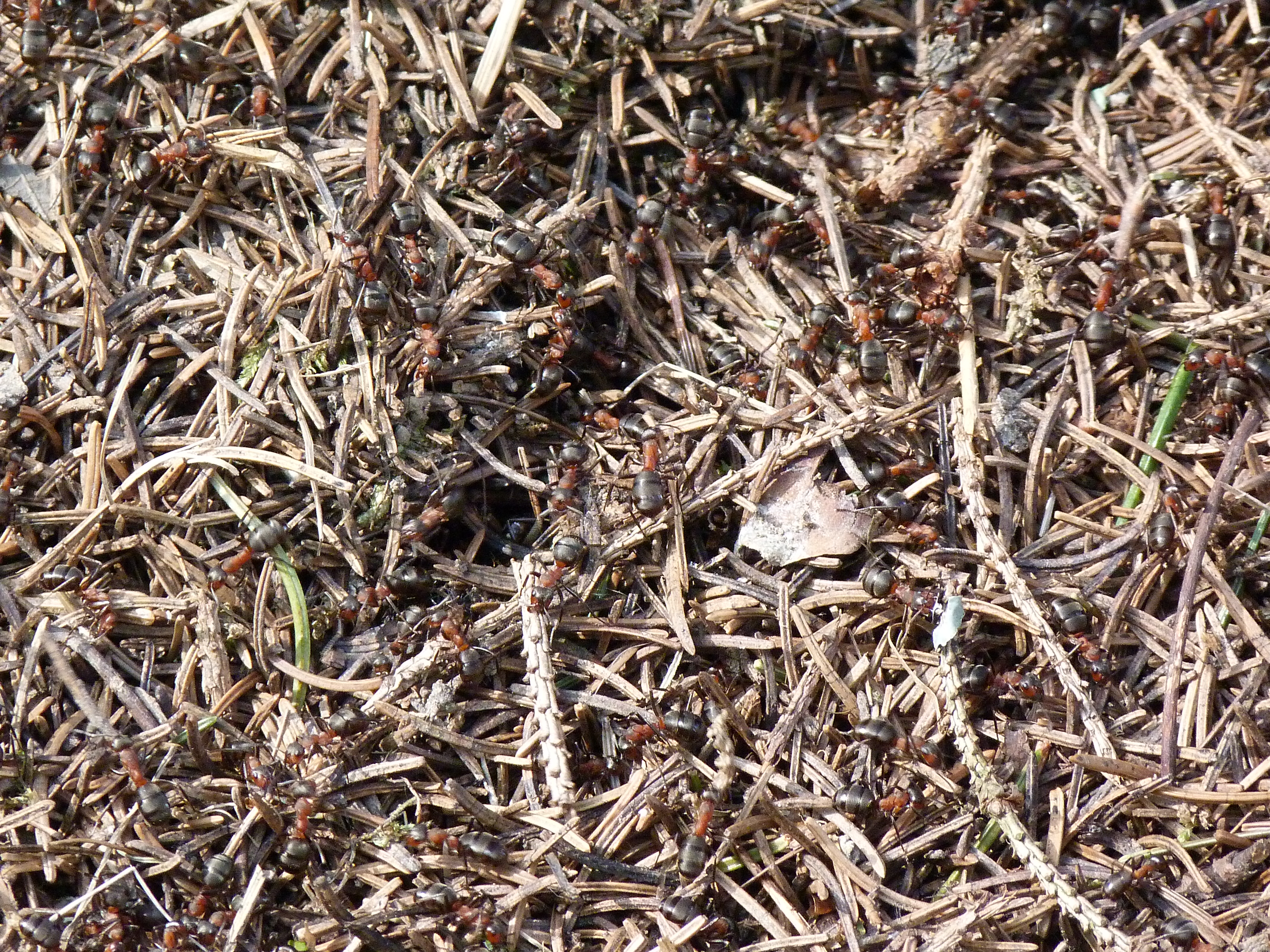
Hangyaboly

Telepes, társadalmakban élő lények, amelyek közösségeit a köznyelvben többnyire hangyabolynak nevezzük. Ebben a fogalomban azonban két jelentés keveredik; egyaránt használatos a hangyák társadalmának és lakhelyének megnevezésére. Ezek megkülönböztetésére ismertetőnkben a hangyák közösségét (társadalmát) kolóniának, a kolónia lakhelyét pedig fészeknek nevezzük (a boly egyszerre jelenti mindkettőt). A kolóniát egyes kutatók szuperszervezetnek tekintik (Foitzik–Fritsche, p. 19–20.), mivel ez működik egységként (entitásként).
A megtermékenyítetlen petékből (haploid módon) általában hímek fejlődnek, a többi kaszt egyedei megtermékenyítettekből (diploid módon) alakulnak ki. Ez a kettős (haplo-diplo) öröklésmenet általánosan jellemző a hártyásszárnyúakra. Eredményeként a lánytestvérek közelebbi rokonai egymásnak, mint a többi rokonuknak – ezek közé értve közös anyjukat is. Jórészt ezzel magyarázzák, hogy az államalkotó életmód a hártyásszárnyúak több csoportjában egymástól függetlenül is kialakult – méghozzá úgy, hogy a lánytestvérek összefogva pár lánytestvérből (lárvából) királynőt nevelnek ki, a hímek pedig „hereként” élnek (Tartally).
Az egyes hangyák, illetve telepeik, fészkeik felépítését külön ismertetjük.

### Monodómia és polidómia
Fajonként erősen változó, hogy egy kolónia hány fészket foglal el.
Monodómia: (a legegyszerűbb eset): egy kolónia, egy fészek.
Sorozatos monodómia : a kolónia több fészket tart fenn, de egy időben csak egyben lakik.
Polidómia: a kolónia egyidejűleg több fészket foglal el, ill. több fészket tart fenn.
Szezonális polidómia: a kolónia az aktív időszakban több fészket foglal el, de egyetlen fészekben telel át.
A többfészkes (polidómuszos) rendszer jellemző példája a szövőhangya. Magyarországon típusosan ilyenek az erdei vöröshangya (Formica rufa) bolyai. Az egymáshoz közeli bolyokat a felszín alatt szerteágazó járat- és kamrarendszer köti össze, és ha az új bolynak szüksége van valamire, dolgozói továbbra is átjárnak érte régi otthonukba. Az ilyen, összekapcsolt fészkek együttese a szuperkolónia (Foitzik–Fritsche, 48–50. old.). A legnagyobb ismert szuperkolónia hozzávetőleg 2,7 négyzetkilométeren terül el és 300 millió egyedet foglal magába (ELENA, 2. old.).
A vándorhangyáknak nincs állandó otthona, hanem útjuk egyes állomásain ideiglenes tanyákat alakítanak ki. Egyes fajok elhagyott bolyokba költöznek be.

### Mikroklíma
A fészek mikroklímája nagy szerepet játszik a hangyák életében. Főleg az ivadékgondozó kamrák hőmérséklete és páratartalmát kell pontosan szabályozni:
- a fiasítás megfelelő növekedése és
- a paraziták (főleg a penészgombák) betelepülésének csökkentése

érdekében.
Főleg a gombatenyésztő levélvágó hangyáknál válik alapvető szemponttá a levegő széndioxid-tartalmának szabályozása; ezek több méter mélyen kialakított gombakertjeiben ugyanis sok széndioxid fejlődik, és azt el kell vezetni (SZTE7).
A mikroklíma szabályozásának passzív és aktív eszközeit különböztetjük meg.
Passzív eszközök:
- megfelelő fészkelőhely kiválasztása – ez a kolóniaalapító királynő, illetve (sarjadzó kolóniákban) a felderítő dolgozók feladata;
- megfelelő szerkezetű fészek építése a természetes hőtárolók (pl. kövek, napsütötte lejtők stb.) kihasználásával;
- a szellőzőjáratok megfelelő kialakítása stb.

Aktív eszközök:
- fészken belüli helyváltoztatás (pl. ivadékok áthelyezése egyik kamrából a másikba).
- a kolónia költözése, ill. áthelyezése másik, előkészített fészekbe (sorozatos monodómia).
- a fészek átépítése,
- a hő metabolikus szabályozása (pl. a napfürdőző dolgozók a felvett hőt bent a fészekben adják át a többieknek)
- aktív szellőztetés stb.

## Megjelenésük, felépítésük
Még az azonos fajú hangyák testalkata is határozottan különböző attól függően, hogy az egyedek milyen feladatokra specializálódnak. Ez a specializáció már a peterakás pillanatában megkezdődik. Azt, hogy egy megtermékenyített petéből milyen imágó fejlődik, a lárvák táplálása határozza meg.

### A pete
Általános esetben csak a hangyakirálynő rak petéket (ezeket egyes szakmunkák modoros szóhasználattal és félrevezető módon „tojásoknak” nevezik.
Az ovális peték burka meglehetősen lágy. Még a legnagyobb fajok petéi is csak legfeljebb 1 mm-esek (ELENA, 4. old.). A megtermékenyített petékből nőstények kelnek ki, a megtermékenyítetlenekből hímek. Egyes fajoknál, ritkán a dolgozók is raknak petéket. Ezekből elvileg hímek kelnének ki, de a gyakorlatban nem jutnak el odáig, hanem a királynő felfalja őket – ezek az úgynevezett trofikus, azaz tápláló peték.
A peték érzékenyek és ezért folyamatos figyelmet igényelnek: gondoskodni kell a számukra megfelelő hőmérsékletről és páratartalomról, nehogy megfagyjanak vagy megpenészedjenek.

### A lárva
A petékből fajonként változó és a hőmérséklettől is függő idő múlva kelnek ki a lárvák. A fekete hangyánál (Lasius niger) ez az idő 22–28 nap. A lárvákat a dolgozók táplálják (a fekete hangya lárváit 16–28 napig); a kapott tápláléktól függ, hogy a lárva milyen kasztú hangyává fejlődik. Ezután a lárvák bebábozódnak.
A lárva szakaszban, döntően annak első napjaiban dől el, hogy milyen kasztú nőstény fejlődik ki a megtermékenyített petéből (ebben egyes fajoknál szerepet játszik a pete típusa (a peterakás ideje) is.
A lábatlan, nyűszerű, áttetsző lárvák feje csökevényes, végbélnyílásuk nincs. Kivételként említendők a barázdáshangyák (Ponerinae), amelyek mozgékony teste jól láthatóan testtájakra tagolódik, rágóik pedig olyan fejlettek, hogy a bolyba hurcolt táplálékdarabokat önállóan meg tudják enni. A nagy többség lárvái azonban önálló táplálkozásra képtelenek és gyakorlatilag mozdulatlanok. Szájszervük annyira fejletlen, hogy csak az előemésztett és folyósított táplálék felvételére alkalmas. Ajakmirigyük viszont rendszerint igen fejlett. A lárvák ennek váladékával puhítják fel a táplálékban előforduló keményebb részecskéket, és egyes fajok lárvái ugyancsak ennek megszilárduló váladékából szőnek maguknak barna, pergamenre emlékeztető gubót (Urania, p. 303.).
A salakanyagokat a bél középső szakaszán kialakult bélsárzsákban gyűjtik össze, így nem mocskolják be se egymást, se a költőkamrát (ha van). A bélsarat bábozódás közben ürítik ki, ezért a bábok burkán egy-egy sötét folt látható. Egyes fajok lárvái közvetlenül részt vesznek a kolónia táplálékláncában. Néhány ilyen különlegesség:
- egy amerikai kéreghangya faj lárvái jelentős tápértékű váladékot izzadnak ki, és ezt a királynő nyalogatja le róluk;
- egy kelet-ázsiai drakulahangya faj, a Stigmatomma silvestrii királynője úgy egészíti ki a neki hozott táplálékot, hogy az idősebb lárvák oldalát harapdálja, és felszürcsöli az onnan kiserkenő, vérnyiroknak (hemolimpha) nevezett átlátszó folyadékot. A megharapott lárvák sebei begyógyulnak, a lárvák befejezhetik fejlődésüket (Foitzik–Fritsche, 23. old.).

Gondozóik speciális, proteinben gazdag pépes táplálékkal (pl. mirigyváladékokkal, rovarokkal) és cukros nedvekkel (főleg mézharmattal) etetik őket. Ettől gyorsan nőnek, eredeti méretük több tucatszorosára, a királynők akár akár több százszorosára is. Eközben többször vedlenek, majd az utolsó vedlés után bábbá alakulnak (ELENA, 5. old.).

### A báb
Bábjaik úgynevezett szabad bábok, amelyek végtagjai (lábak, csápok) „kilógnak” a burokból és ezért sérülékenyek. Bár a burokban össze kell húzniuk magukat, testrészeik külön-külön mozgathatók. Több csoportjuk lárvája bábozódás előtt kokonnak, illetve gubónak nevezett szövedéket sző maga köré és ebben vedlik bábbá – erre azonban csak akkor képes, ha a dolgozók törmeléket hordanak köré (Tartally). Általános szabály, hogy a fullánkos hangyák lárvái bábbá vedlés előtt nem szőnek maguk köré gubót, de a hangyasavas hangyák lárvái viszont igen (ELENA, 5. old.). A kokonokat a köznyelvben gyakran és félrevezető módon „hangyatojásnak” nevezik.
Számos faj bábjait a lárvabőr (exuvium) alatt bábbőr is borítja. Ennek főleg fertőzésgátló szerepét ismerjük; így például részlegesen megvédi a bábokat bizonyos entomopatogén gombáktól.
Ebben a burokban (ismét csak fajonként változó idő alatt) alakulnak át a lárvák kifejlett alakjukba.

### Az imágók
A hangyák külső megjelenése nem olyan feltűnő, mint a ragyogó páncélú vagy színes bundájú méheké és darazsaké. Az eddig leírt mintegy tizenöt ezer hangyafaj között kevés faj dolgozóinak hossza éri el a 2 cm-t. Testük többnyire egyszínű, sötét, de néhány trópusi fajnak, főleg a horgashangyáknak (Polyrhachis spp.) fémfényű a kitinpáncélja. A frissen kikelt példányok kitinburka világos, majd fokozatosan egyre sötétebbé válik (ELENA, 5. old.).
Testük alakja igen változatos. A rovaroknál megszokott módon három fő testrészük a fej, a tor és a potroh. Az ivaros példányok – miként a többi hártyásszárnyú – két pár szárnyat viselnek hátukon. A hímek csaknem mindig szárnyasok, de egyes fajok – például a vándorhangyák (Eciton spp.) – nőstényeinek nincs szárnya. A dolgozók mindig szárnyatlanok.
Testüket a többi rovarhoz hasonlóan kitinváz borítja, és ennek belsejéhez tapadnak az izomrostok. A kitinpáncél a vízveszteséget is csökkenti (ELENA).
Két alapvető morfológiai ismérvük: (1) a térdes csáp és (2) a potrohnyél. Ez a két ismérv külön-külön más taxonoknál (főleg a hangyákat utánzó, úgynevezett hangyavendég fajoknál) is előfordul, együttesen azonban kizárólag a hangyákra jellemző.
(1) Csápjuk első, hosszú íze csápnyél, a fennmaradó tizenegynéhány íz az együttesen körülbelül ugyanilyen hosszú csápostor. A csápnyélhez a csápostor térdesen ízesül. Mozgató izmok csak a csápnyélben vannak.
(2) A potrohnyél egy vagy két módosult potrohszelvénynek felel meg – ennek megfelelően beszélünk „egybütykös”, illetve „kétbütykös” hangyákról.
Szinte valamennyi érzékszervük a fejükön helyezkedik el. A csápok alapfunkciói a tapogatás, a szaglás és az ízlelés. Egyes fajok csápjának végén hő- illetve széndioxid-érzékelő receptorok is vannak.
Emésztőrendszerük szakaszos. Gyomraik a potrohban helyezkednek el. Az Auguste-Henri Forel terminusával közösségi gyomornak nevezett előgyomorban (begyben) előemésztett tápláléknak csak a dolgozó táplálásához szükséges része jut tovább a fő gyomorba; a többit a fészektársak (lárvák, egyéb munkákat végző dolgozók) táplálására visszaöklendezheti. Különösen nagyra fejlődik a mézesbödönhangyák raktározásra specializálódó dolgozóiban.

#### Fej
A hangya fejének alakja és viszonylagos mérete nagyon változó.
A száj fölötti rész a homlokpajzs; ennek felső részéhez csatlakozik a háromszögletű homlokmező és a két homlokléc. A fej elülső részén van még a szájszerv, ennek két oldalán egy-egy összetett szem, a homlokrészén pedig három pontszem. Az összetett szemek sokszor fejletlenek, a pontszemek nem ritkán teljesen hiányoznak. A két homlokléc oldalához ízesül a hangyák egyik legfontosabb érzékszerve, a csáp.
A szájszervek legfeltűnőbb része a két, többnyire lapát alakú, vaskos rágó (mandibula); ezek belső széle rendszerint fogazott. A hangya ezeket rendkívül sokrétűen használja: ezekkel épít, hurcolja a társait vagy fiasítását, ezzel tépi szét zsákmányát, ez a támadó és védekező fegyvere. Egyes fajok rágói sajátos életmódjukhoz alkalmazkodva hosszú csipeszekké módosultak (Urania, 301. old.). Az elszállítani kívánt dolgokat (táplálékot, szemetet, építőanyagot stb.) rágóikkal ragadják meg. Egyes hangyafajok akár testtömegük ötvenszeresét is képesek így elcipelni (ELENA, 2. old.). A két rágó mögött helyezkedik el az ugyancsak páros állkapocs (maxilla) és az alsó ajak (labium). Az utóbbinak nyelvvé alakult részével szürcsöli fel a hangya a szájszerv többi részével és az alsó ajak tövében nyíló nyálmirigyben termelt nyállal előkészített, folyékony vagy félfolyékony táplálékot. Főleg a gombatenyésztő hangyák alsó ajkának töve mögött egy táskaszerű bemélyedés alakult ki.
A páros csáp két részből áll: a térd alakúan egymáshoz kapcsolódó nyélből és az ostorból. Az előbbi mindig egyízű és rendszerint valamivel rövidebb az utóbbinál. Az ostor 9–13 ízre osztott, szabad vége felé többnyire egyenletesen vastagodó, de sokszor bunkós.
Agyuk – az úgynevezett garat fölötti dúcpár – a szájüreg fölött helyezkedik el, és nem különösebben nagy; átlagosan körülbelül 250 000 idegsejtből áll. A legtöbb fajé egy köbmilliméternél is kisebb; tömege a gramm néhány milliomod része. Az agy mérete nemcsak a fajtól és a kaszttól függ, hanem attól is, hogy az adott egyed milyen feladatokat lát el. Így például a nászrepülés, kiváltképpen pedig az első dolgozók kikelése után a királynők agyának a peterakáshoz nem szükséges részei (a repülést, táplálékkeresést, majd később az ivadékgondozást vezérlő részek) elsorvadnak, azaz a királynők szellemileg leépülnek.
A dolgozók éppen ellenkezőleg, egyre több tapasztalatot gyűjtenek — annyit, hogy ez agyuk felépítésére, méretére is kihat. A fiatal, a költőkamrában és környékén a petéket, ivadékokat gondozó dolgozó agyában még nagyon kicsi az előagyban található és a csápok szagló-, valamint a szemek fényérző sejtjeiből jövő ingereket fogadó és feldolgozó gombatest (ami a rovaragy legmagasabbrendű érző-, asszociációs- és ösztönközpontja). Az idősebb, a külvilágot járó dolgozók agyának ezek az elemei sokkal nagyobbak (ELENA, 3. old.). A gombatesteket idegsejtek kapcsolják össze az agy más részeivel. Az ilyen kapcsolódások rendszere hangyánként más és más, ami az egyes hangyákat egyéniséggé, viselkedésüket egyedivé teszi.

#### Tor
A szárnyas, ivaros alakok tora jóval erősebb és több részből összetett, mint a dolgozóké, így könnyen megkülönböztethetők egymástól. Az imágók hasán a torból nő ki a három pár láb. Az elülső lábpáron két, élettani szempontból igen fontos készülék van, a csáptisztító „fésű” és a „kefe”, amelynek használatáról alább lesz szó. Az első két torszelvényből nő ki a szárnyas alakok két pár szárnya. A hímek legtöbbször szárnyasok, valamint a legtöbb faj ivaros nősténye is szárnyas. A dolgozók mindig szárnyatlanok; ennek megfelelően toruk sima, kívülről tagolatlan, az ivaros alakokénál keskenyebb és egyszerűbb (Urania p. 301.). Azon ivarosok, amik nem rendelkeznek szárnyakkal, dolgozókra hasonlító középtesttel rendelkeznek. Ezt ergatoid alaknak nevezzük, melynek jelentése „dolgozó-szerű”. Ilyen ergatoid hímekkel rendelkező faj a nálunk is honos vendéghangya (Formicoxenus nitidulus). Ergatoid nőstényeket az amazonhangya (Polyergus rufescens) fajnál találhatunk alkalmanként. 
Lábaik a futáshoz alkalmazkodtak, ezért méretükhöz képest meglepően gyorsan szaladnak. A lábak végén növő karmokkal kapaszkodva másznak: még a szinte teljesen sima felületen is képesek
megkapaszkodni; az üvegen fejjel lefelé lógva akár testtömegük sokszorosát is megtarthatják rágóik közt (ELENA, 4. old.).
Egyes trópusi hangyák, jellemzően az ugróhangya (Harpegnathos) nem fajai a járás és repülés mellett a helyváltoztatás egy harmadik módját – amint ez magyar nevük is jelzi: az ugrást – is ismerik. Ehhez nem lábukkal, hanem a tor alá görbített fejükkel rugaszkodnak el (Urania, 301. old.)
További érdekes helyváltoztatási módszer a „bukfencezés”: néhány faj, így a hazánkban is honos ráncoshangya (Myrmecina graminicola) képes egyenletlen talajon odébbgördülni veszély esetén. (Grasso et al., 2020)

#### Potroh
Anatómiai értelemben vett 1. potrohszelvényük a torhoz nőtt, annak végén található. Ez az ún. áltorszelvény (propodeum). A potrohnyél tehát anatómiai értelemben (alcsaládtól függően) a 2. vagy a 2. és 3. potrohszelvény, és a „gyakorlati értelemben vett” potroh (testrész) valójában a 3. vagy 4. potrohszelvénnyel kezdődik (Tartally).
A potrohnyél tehát a 2. vagy a nyéllé alakult 2. és 3. potrohszelvény a tor és a tulajdonképpeni potroh között. Az egy- vagy kétízű potrohnyél alakja és mérete alcsaládonként és nememként igen különböző. A rovar hátán az egyízű potrohnyél rendszerint vastag tégla vagy pikkely alakú. Előbbit jól példázzák a barázdáshangya-formák (Ponerinae), utóbbit a vöröshangya-rokonúak (Formicini). Ha a potrohnyél kétízű, mint a bütyköshangyaformák alcsaládjában (Myrmicinae), akkor az első íz elülső része többnyire henger alakú és hátrafelé vastagodik, a második íz pedig rendszerint gömbölyded.
A potrohban található a hangyák szíve és a legtöbb mirigy (ELENA 4. old.).
A potroh hátsó végében van a hangyák legfontosabb védeszköze: a méregkészülék. Ennek egyik lényeges része a fullánk, amellyel a hangya az ellenség testébe fecskendezi a méregmirigyekben termelt váladékot. Fullánkja csak a nőstényeknek lehet; a hímek utolsó potrohszelvénye ivarszervvé alakult (ELENA 4. old.).
2022-ig legalább 9100 valóban fullánkos hangyafajt írtak le – ezzel a hangyáké a mérgező állatok legnagyobb fajszámú családja.
A legtöbb hangya fullánkja azonban teljesen elsatnyult; a helyén egy nyílást találunk. Az ilyen hangyák rágójukkal próbálják megmarni az ellenség testét, majd megfordulnak, és ezen a nyíláson lövellik mérgüket ellenségükre, illetve áldozatukra. A méregben mindig van hangyasav (az ecethez hasonlóan savas szagú, a sebeket és a nyálkahártyát izgató, gyorsan párolgó folyadék), és gyakran tartalmaz ketonokat.
A hangyák mérge az emberre nézve nem veszélyes, kivéve néhány amerikai hangyáét, amelyeknek szúrása igen fájdalmas és a mérge az egész testre kihat. A magyarországi fullánkos hangyák közül a hegyvidéken (600–1000 m) élő közönséges csomóshangya (Manica rubida) szúrása a legfájdalmasabb. A többi fullánkos hangya fullánkja olyan gyönge, hogy nem döfi át az ember bőrét. A fullánktalan hangyák négy lábra állva előrehajtják potrohukat, és messziről fecskendezik ellenségükre a hangyasavat. Ezt legkönnyebben a nagy kolóniákban élő erdei vöröshangyánál (Formica rufa) figyelhetjük meg. Ha megpiszkáljuk a bolyt, száz és száz dolgozó rohan elő hogy négy lábra állva mintegy 60 cm magasságban hangyasavfelhőt lövelljen a boly fölé. A kilövellő hangyasav sugarai különösen jól láthatók olyankor, amikor a nap oldalról világítja meg a bolyt.
A potroh végén van a hangyák fullánkja és méregmirigye – mármint azon fajoké, amelyeké nem fejlődött vissza teljesen. Bár a hangyák a hártyásszárnyúak (Hymenoptera) közül a fullánkosok (Aculeata) alrendágba tartoznak, a fajok többségének fullánkja és méregmirigye elcsökevényesedett, illetve teljesen eltűnt (egy ilyen dolgozó testrészei láthatók az ábrán). Az ilyen hangyák főleg rágóikkal harcolnak és hangyasavat fecskendeznek ellenségeikre, illetve prédájukra – emellett több faj megőrizte méregmirigyét, és az abban termelt mérget a visszafejlődött fullánk helyén maradt lyukon spricceli célpontjára. Sok faj őrizte meg fullánkját, és egyesek csípése hosszan tartó, erős fájdalmat okozhat. A csípések okozta fájdalom intenzitását az azt először tanulmányozó Justin Schmidt tiszteletére Schmidt-féle rovarcsípéserősség-skála névre keresztelték. Ezen a skálán a legkevésbé csípős csípés intenzitása 1,0, a legerősebbé 4,x (elvileg 4,9, de ezt az intenzitást egy rovarcsípés se éri el). A skála alján azok az enyhén kellemetlen csípések vannak, amelyeket öt percen belül el is felejtünk – ilyen például az amerikai tűzhangya (Solenopsis invicta) csípése. A Németországban és Magyarországon is honos közönséges csomóshangya (Manica rubra) csípése valamivel fájdalmasabb, a Schmidt-féle skálán 1,8. Az Ausztráliában élő vörös buldoghangya (Myrmecia gulosa) csípése napokig éget; az indexen 3-as fokozatú. A legfájdalmasabbak közé tartozik 4-nél nagyobb intenzitással a Dél-Amerikában élő trópusi bikahangya (Paraponera clavata) csípése, amely szélsőséges esetekben akár halálos is lehet (Foitzik–Fritsche, 29–31. old.).

### A hangyák mirigyei
A hangyák különféle mirigyeikben rengetegféle szerves vegyületet állítanak elő különböző folyamatok szabályozására. Ehhez rengeteg mirigyre van szükségük, és ezek tömegesen fordulnak elő fejükben, torukban és potrohukban is. Ezeket a mirigyeiket formális-funkcionális szempontból három kategóriára oszthatjuk:
1. A belső elválasztású mirigyek termékei (a hormonok) jellemzően a vérnyirokba (hemolimfa) kerülnek, és úgy jutnak el rendeltetési helyükre. Egyedül a vedlés szabályozásában mintegy két tucat fajta hormon vesz részt.
2. A külső elválasztású (exokrin) mirigyek termékeiket (főleg a feromonokat) jellemzően a levegőbe ürítik. A feromonok főleg a hangyák kommunikációjában játszanak fontos szerepet. Három fő csoportjuk:
- a fejlődést befolyásoló (primer)
- a riasztó- és
- a nyomjelző-, ill. toborzó anyagoké.

Egyesek (például a riasztó anyagok) hatása lokális, másoké az egész bolyban érvényesül.
3. Méregmirigye(i) jellemzőn azoknak a hangyáknak vannak, amelyek fullánkja nem fejlődött vissza (ezeket gyakran a külső elválasztású mirigyekkel együtt tárgyalják).

#### Belső elválasztású mirigyek
A lárvák ajakmirigyének funkcióit a Lárvák fejezetben ismertetjük.
A rektális mirigy jellemzően a rovarok vastagbelének falában található, és fő funkciója a Malpighi-edényben keletkező, úgynevezett másodlagos vizelet nedvességtartalmának visszaszívása. A hangyáknál emellett jellemző funkciója a nyomjelző feromonok termelése.

#### Külső elválasztású mirigyek
Az öt legfontosabb külső elválasztású mirigy:
- a potrohban:
  - Dufour-mirigy,
  - pygidiális mirigy,
  - szternális mirigy;
- a torban: metapleurális mirigy;
- a fejben: áll alatti mirigyek (mandibuláris mirigyek), egy pár.

A hártyásszárnyúakban (Hymenoptera) általánosan megtalálható Dufour-mirigy a fullánk-apparátus részeként a méregmirigy kivezetőjéhez közel, de attól függetlenül nyílik. Felépítése igen konzervatív (a hangyákban hosszúkás). Egyaránt termelhet vészjelző, nyomjelző, toborzó és/vagy szexferomonokat. Így például az amerikai tűzhangyában elsődleges nyomjelző-toborzó feromonokat állít elő. Váladékát több faj a támadandó célpont megjelölésére használja. Ezt a szokásukat használja ki számos szociálparazita rabszolgatartó hangyafaj, amelyek a kirabolni kívánt boly védőire kenik ezt a váladékot, ezért azok nem a támadókkal veszik fel a harcot, hanem egymást irtják.
Hasonló szerepet játszik a berkihangya (Leptothorax) nemben, ahol gyakran megesik, hogy egy bolyban rivális királynők csapnak össze. Ha egyiküknek sikerül megjelölnie vetélytársát a Dufour-mirigy váladékával, a vesztest a dolgozók széttépik.
A páros pygidiális mirigy a potroh hátlemezei között nyílik, és az egyes taxonokban változatos szerepeket tölt be. Néhány példa:
- a vándorhangyaformákban (Ecitoninae) nyomjelző anyagokat termel,
- az erdeihangya-formákban (Dolichoderinae) a redukálódott méregmirigy szerepét vette át;
- a vöröshangyaformákban (Formicinae) visszafejlődött; hiányzik.

A szternális mirigy a potroh haslemezei között nyílik, és nyomjelző-toborzó feromonokat termel. Egyes taxonoknak (például az inkahangyáknak) több ilyen mirigyük van; másokban (például a lidérchangyákban) teljesen visszafejlődött.
A metapleurális mirigy (utótoroldali mirigy) az utótor oldallemezén növő páros szerv – kizárólag hangyákban fordul elő; egyetlen más taxonban sincs. Fő funkciójaként antiszeptikus (fertőzésgátló) anyagokat termel, emellett az egyes alsóbbrendű taxonokban különböző másodlagos funkciói fejlődtek ki. Így például a hódító tűzhangya (Solenopsis geminata) ebben termeli a fészektársak felismerését segítő és egyúttal territóriumának jelölésére szolgáló feromont. A mirigy a fán élő fajokból – például lóhangya (Camponotus spp.) – másodlagosan hiányozhat.
A mandibuláris mirigy páros szerv. A fejben, a rágók tövénél helyezkedik el, és a védekezést-vészjelzést segítő, főleg riasztó anyagokat termel. Mérete erősen változó:
- a barázdáshangya-formákban (Ponerinae) kisebb,
- a vörös hangya-formákban (Formicinae) nagyobb);
- a robbanó kapushangyában (Colobopsis saundersi) hipertrofizált.

Hátsó lábpárjukon egy mirigy speciális nyomjelző illatanyagot termel. Ennek különösen a tandemfutásnál (lásd ott) van jelentősége.

#### Méregmirigy
A kerekded méregmirigy a potrohban van. Termékét (a mérget) a fullánkhoz tartozó méregzacskóba juttatja el, ezért a Dufour-mirigyhez hasonlóan a fullánkhoz tapad.
A hangyák mérge erősen fajfüggő és sosem homogén, hanem peptidek és fehérjék, aminosavak, szénhidrogének, hangyasav és alkaloidok, azaz több tucat vegyület összetett keveréke. Az egyes vegyületek és arányaik nemcsak fajonként különböznek, de függnek a hangya aktuális táplálékaitól és életmódjától is.
A hangya csípése (mérge) az emberben csípős fájdalmat okoz. Megfelelő dózisban a legtöbb rovarra halálos.
A méreg lehet neurotoxikus és/vagy hisztolitikus hatású. Így például a buldoghangyaformák (Myrmeciinae) mérgének fő komponense a hisztamin, a tűzhangya-rokonúak (Solenopsidini) mérgéé a piperidin. Az elcsökevényesedett fullánkú vöröshangyaformákban (Formicinae) hangyasavat termel, a bütyköshangya-rokonúakban (Myrmicini) és a gyepihangya (Tetramorium) nem fajaiban pedig nyomjelző feromonokat.

### Érzékszerveik

#### Látás (szemek)
Látásuk fő szerve egy-egy nagy, összetett szem a fejük két oldalán. A királynők és a hímek homlokán három kis, fölfelé néző pontszem is ül.
1.1. Összetett szemük, amint erre a kifejezés is utal, sok különálló, hosszúkás szemecskéből áll, mindegyikük végén külön lencsével — ezek a szemecskék egy-egy képponttal járulnak hozzá a látványhoz. A szempár látótere mintegy 180° (ELENA, 4. old.). Az egyes fajoknak alapvetően életmódjuktól függően összetett szemenként 3–1300 ilyen „elemi szeme” van, tehát az így alkotott kép meglehetősen rossz felbontású, „pixeles” — ráadásul eleve életlen, mivel a szemecskék végén ülő lencsék merevek. Színérzékelésük alapvetően különbözik a miénktől, mivel nem látják az általunk látott fény leghosszabb hullámú tartományát (a vöröset), viszont látják a közeli ultraibolya fényt. Az összetett szem fő feladata a mozgásérzékelés, a potenciális zsákmányok és a lehetséges fenyegetések észlelése, és erre igen hatékony: a képeket az emberi szemnél nagyságrenddel gyorsabban dolgozza fel.
1.2. A pontszemek képalkotásra nem alkalmasak, de érzékelik az ibolyántúli fényt, sőt a napfény polarizáltságának síkját is. (Ezzel akkor is meg tudják határozni a Nap helyzetét, ha felhős az égbolt). A pontszemeket a nászrepülésen használják tájékozódásra és iránytartásra (Foitzik–Fritsche, 74–77. old.).

#### Szaglás, ízlelés
Kifinomult szaglásuk nem különül el az ízleléstől. Ezek közös szerve a csáp (antenna), amely tele van a rendkívül különböző anyagokra reagáló és igen érzékeny kémiai receptorokkal. Ezekkel jól azonosítanak számos olyan anyagot, amelyek számunkra szagtalannak tűnnek, így például a szén-dioxidot és a páratartalmat (Foitzik–Fritsche, p. 77., Urania p. 301.). Mivel a csápok páros szervek és mozgathatóak, ezért a hangyák „három dimenzióban tudnak szagolni”, és képesek a szagok alapján térben tájékozódni (ELENA, 3. old.).

### Kasztjaik
Az együtt élő hangyák erősen specializálódtak a közösség fenntartásának, illetve szaporításának feladataira.
Az egyes típusok – az úgynevezett kasztok – mérete és alakja is eltérő; egyes fajoknál elég szélsőségesen. Minden boly felnőtt egyedei (imágói) közt legalább három kaszt van jelen:
- az úgynevezett dolgozók (ezek csaknem mindig steril nőstények),
- a termékeny hímek (a herék)
- és legalább egy termékeny nőstény (a királynő). A bolyban együtt élő hangyák erősen specializálódtak a boly fenntartásának, illetve szaporításának feladataira.

#### Dolgozók
- 1: csápostor
- 2: csáptő
- 3: homloklebeny
- 4: csápüreg
- 5: fejpajzs (clypeus)
- 6: rágó (mandibula)
- 7: nyakpajzs
- 8: nyakszirt
- 9: összetett szem
- 10: pajzsocska (scutellum)
- 11: középhát (mesonotum)
- 12: elülső tori légzőnyílás

Neoponera verenae dolgozó testrészei

- 13: a tori felső mell-lemez felső, a hát felé eső része (anepisternum)
- 14: utóhát (metanotum)
- 15: hátulsó tori légzőnyílás
- 16: áltorszelvény (propodeum)
- 17: áltorszelvényi légzőnyílás
- 18: metapleurális mirigy (utótoroldali mirigy)
- 18a: bulla
- 18b: orifice
- 19: potrohnyél (petiolum)
- 20: elülső potrohhátlemez
- 21: potrohhát (tergit)
- 22: potrohhaslemez (sternit)
- 23: potrohnyúlvány
- 24: comb
- 25: lábszár
- 26: griffe
- 27: lábszársarkantyú (calcar tibiale)
- 28: lábfejlebeny (tarsalis)
- 29: a tori felső mell-lemez alsó, a has felé eső része (katepisternum)
- 30: csípő
- 31: tompor (trochanter)
- 32: hasnyúlvány (processus ventralis)[14]

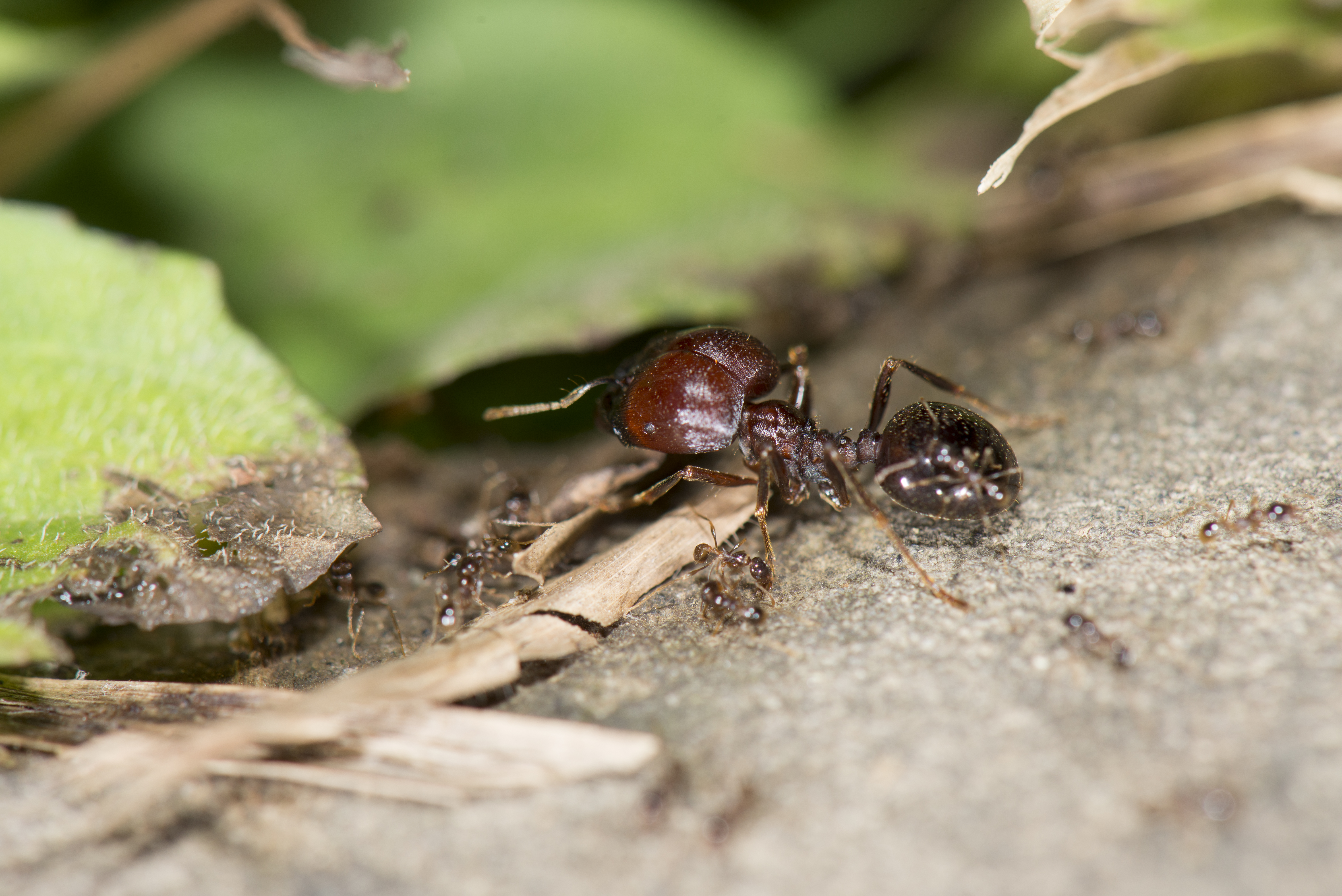
Carebara diversamajor és minor dolgozói

A dolgozók voltaképpen módosult nőstények. Szárnyatlanok, toruk jóval kisebb és egyszerűbb szerkezetű, mint a termékeny nőstényé. Összetett szemük is kisebb, pontszemeik hiányoznak vagy egészen aprók. Agyuk, idegrendszerük fejlettebb az ivaros egyedekénél, aminek eredményeként sokoldalú munkákra képesek. A dolgozók élete nem olyan hosszú, mint a királynőké, de némelyik faj, mint például a kormos rabszolgahangya (Formica fusca) dolgozói akár hat esztendeig is elélnek.
A hangyadolgozók mérete igen változó. Igazi óriások a tropikus Dél-Amerikában élő nagy sárkányhangya (Dinoponera grandis) dolgozóinak hossza megüti a 3 cm-t. Hozzá képest valóságos törpe a forró égövi tájakon igen elterjedt Monomorium floricola fáraóhangya körülbelül 1 mm-es dolgozója.
Több faj dolgozói képesek a peterakásra. Mivel azonban a dolgozók petéi nem találkoznak hím ivarsejtekkel, ezekből csak hím utódok kelhetnek ki. Ez ritkán esik meg, mert:
- amíg a boly királynője aktív, olyan feromonokat termel, amelyek megakadályozzák a dolgozók petéinek beérését;
- a hím ivarú petéket a dolgozók esetenként felfalják vagy a lárvák takarmányozására hasznosítják (Foitzik–Fritsche, 66. old.).

Számos faj dolgozói közt további, időnként külön kasztnak tekintett alcsoportok alakultak ki:
- az első generáció feltűnően kicsi avagy mimik dolgozói,
- a normális méretű avagy minor dolgozók,
- a normálisnál nagyobb medium dolgozók (nem általános),
- a nagy és nagyfejű, úgynevezett major dolgozók,
- a majoroknál is jóval nagyobb, ún. szupermajor dolgozók (ritka).

A major dolgozókat a köznyelv gyakran „katonáknak” nevezi, mert fejük és rágójuk igen fejlett. Ez félrevezető, mert funkciójuk sokszor nem annyira a kolónia védelme, mint inkább a durvább és keményebb táplálék feldarabolása (például a maggyűjtő hangyáknál) és/vagy tárolása (Urania, 301. old.). A kisebb dolgozók inkább a fészekben maradnak és a fiasítást gondozzák, a nagyobbak kimennek a szabadba, táplálékot gyűjtenek és raktároznak (Tartally).
Szerepük a kolónia életében igen különböző lehet, bár életének első szakaszában mindegyikük az ivadékokat gondozza. A „katonák” sokszor valóban a közösséget védő harcosok, legtöbbször azonban részt vesznek a békés élet különböző munkáiban is. Így például egyes maggyűjtő hangyák (Messor spp.) katonái a kemény héjú magvak felbontásában segédkeznek, vagy a kapushangyákhoz hasonlóan a portás feladatait látják el. A levélvágó hangyáknál a katonák feladata a legnagyobb növénydarabok felaprítása, a szövőhangya (Oecophylla) nemzetségben pedig ők azok, akik addig himbálják a lárvákat, amíg azok az általuk kiválasztott ragadós selyemszállal egymáshoz nem rögzítik az erre kinézett leveleket. A kapushangya (Colobopsis) nem katonái – amint erre a nem neve is utal – sajátos ajtónállók, akik nagy fejükkel eldugaszolják a fában épített fészek bejáratát (Foitzik–Fritsche, 31–32. old.).
Azt, hogy melyik nőstény lárvából fejlődik minor dolgozó és melyikből katona, az étrend dönti el: a bőségesen etetett lárvákból major, a szegényesen tápláltakból minor dolgozók kelnek ki. Ezek testalkata is különbözik. Így például a katonák méregmirigyei erőteljesen fejlődnek, a minor dolgozókéi viszont elsorvadnak. A minor és major alakok méretkülönbsége az egyes taxonokban rendkívül különböző: a vöröshangya fajoknál (Formica spp.) meglehetősen csekély, viszont például a maggyűjtőhangyák (Messor spp.) „katonái” kb. háromszor olyan hosszúak, mint a közönséges dolgozók. A méretkülönbség rekorderei a szívhangya-rokonúak (Crematogastrini) közé tartozó és az orientális faunaterületen élő Carebara (régebben: Pheidologeton) nem fajai (Urania, 301. old.). Ha valamely kasztból a bolyban átmeneti hiány alakul ki, a más kasztokba tartozó, illetve korábban más munkára specializálódott dolgozók át tudják venni ezek munkáját (bár persze kevésbé hatékonyan).

#### Ivaros nőstények
A legtöbb faj nőstényei fiatalon szárnyasok. A kolóniában időszakosan nevelik ki őket, de akkor egyszerre viszonylag sokat. Általában nagyobbak a dolgozóknál, de akkor is könnyű megkülönböztetni őket ha nem – toruk ugyanis (a szárnymozgató izmok miatt) differenciáltabb és nagyobb azokénál. Rágójuk működőképes, de (mivel életük nagyobb részében nem önállóan táplálkoznak) a dolgozókénál kevésbé fejlett (Urania, p. 301.).
Fajtól függően 10–30 évig is elélhetnek.
Egyes fajokban dolgozó-nőstény átmeneti formák is kialakul(hat)nak.
A nőstény hangyák különböző feltételek teljesülése esetén kelnek ki a nőivarú (tehát megtermékenyített) petékből. Valamennyi fajnál érvényes feltétel a különleges étrend: a leendő királynő lárvája (különösen életének első napjaiban) több és általában jobb minőségű élelmet kap, mint dolgozóvá fejleszteni kívánt társai.
Egyes fajoknál csak bizonyos petékből fejlődhet királynő. Így például a kis vöröshangya (Formica polyctena) csak a téli pihenőidőszak után nem sokkal lerakott petékből tud királynőt nevelni – a nyári petékből csak dolgozók fejlődnek ki (Foitzik–Fritsche, 40–41. old.). A termékeny nőstények speciális szerve a spermatasak, amelyben akár több százmillió ondósejtet is tárolhatnak. A királynő(k) gyakran de nem mindig nagyobb(ak), mint a dolgozók, de ha nem nagyobbak, akkor is könnyen megkülönböztethetők tőlük, toruk ugyanis lényegesen szélesebb és tagoltabb. A toron egyes esetekben visszamaradnak a lehullott szárnyak csonkjai. A fiatal, frissen megtermékenyített királynő potroha a sok elraktározott spermától duzzadt – az évek alatt ahogy spermatartalékát apránként feléli, a potroh lelappad (Tartally).

#### Hímek
A hímek tipikus esetben a nőstényekhez hasonlóan szárnyasok; gyakorlatilag egyetlen funkciójuk a nőstények megtermékenyítése. A nászrepülést nem sokkal élik túl, így élettartamuk általában maximum egy év. Testük felépítése kevésbé levezetett, mint a női kasztoké. Rágóik fejletlenek, viszont ivarszerveik és szemeik általában feltűnőek. Ez, valamint többnyire kisebb termetük és karcsúbb potrohuk teszi lehetővé, hogy viszonylag könnyen megkülönböztethessük őket a szintén szárnyas nőstényektől (Tartally).
A szárnyas hímek teste karcsú, csápostoruk jóval hosszabb, összetett szemük nagyobb, mint más alakoké. Szerepük a boly életében rendkívül korlátozott: a gyakorlatban afféle „mozgó spermazacskóknak” (Foitzik–Fritsche) tekinthetők, és ennek megfelelően életük általában kevéssel a rövid, egyszeri nász után véget is ér, amikor spermájuk leadása után holtan esnek össze. Ennek megfelelően rágóik, amelyekre nem sok szükségük van, általában meglehetősen fejletlenek. A hímek a boly „normális” tevékenységeiben nem vesznek részt. Gyakorlatilag egyetlen feladatuk a nőstény megtermékenyítése, ezért sokkal kevésbé specializálódtak, mint akár az ivaros nőstények, akár a dolgozók. Ezért a hangyák rokonsági és leszármazási kapcsolatai vizsgálatukkal viszonylag jól meghatározhatók (Urania, p. 302.).
A kevés kivétel közé tartoznak a trópusokon és szubtrópusokon honos szultánhangya (Cardiocondyla) nem hímjei. Ezek a szárnyatlan hímek nem repülnek ki, hanem a fészekben maradva védelmezik a fészek egy kisebb részét abban a reményben, hogy betéved hozzájuk egy-egy ivaros nőstény. Minden párzás után újra spermát termelnek, és tovább védelmezik területüket – ezzel a módszerrel némelyikük akár ötven közösülésig is eljut. Ez főleg táplálékbőség idején gyakori, amikor az ivaros nőstények szívesen megspórolják a nászrepülést, és a fészekben maradva közösülnek az őket váró hímekkel – ami után anyjuk elismeri őket társnak, és többkirálynős bolyok alakulnak ki. Szűkösebb időkben a fiatal nőstények kirepülnek, és megpróbálnak kedvezőbb helyet találni (Foitzik–Fritsche, 43–45. old.).

## A hangyák egyedfejlődése
Teljes átalakulással (holometamorfózissal) fejlődő rovarok. Életfolyamataikat (ide értve az átalakulást is) változatos hormonok szabályozzák. Ezek egy részét az agy termeli, többségüket pedig különböző belső elválasztású mirigyek. Más mirigyek a hangyák kommunikációjában jelentős szerepet játszó illatanyagokat, a feromonokat állítják elő (Lange, 16–24. old.).
A megtermékenyítés után életben maradó szárnyas nőstények megpróbálnak alkalmas helyen új bolyt alapítani. Szárnyukat levetik, és a szárnymozgató izmokat az államalapítás táplálékhiányos kezdeti időszakában fölemésztik, de hatalmas toruk megmarad. A sikeresen bolyt alapító nőstények – becslések (Foitzik–Fritsche, 40. old.) szerint tízezerből egy – lesznek a királynők, és amint a frissen kikelt dolgozók már képesek ellátni őket, szárnyas állapotukból továbbfejlődve fő funkciójukká a peterakás válik. Az ehhez nem szükséges testrészeik jórészt visszafejlődnek, így például agyuk is elcsökevényesedik. A kolónia „irányításában” azonban továbbra is kulcsfontosságú funkciót töltenek be, alapvetően a dolgozók magatartását befolyásoló, illetve meghatározó feromonok kibocsátásával.
A megtermékenyített királynők önállóan nevelik kis családjukat, amely felnövekedve új kolóniává alakul.
Az embriók fejlődése gyors: a lárvák a peterakás után néhány nappal kikelnek (Urania, p. 303.).

### Kivételek
Az egyes kasztok föntebb megadott jellemzői általában érvényesek, de e szabályszerűségek alól vannak kivételek. Így a nálunk is előforduló satnya gyepihangya (Tetramorium atratulum, régebben Anergates atratulus) hímje szárnyatlan, a nőstényhez hasonló. A közönséges vendéghangya (Formicoxenus nitidulus) hímje ergatoid jellegű, azaz a dolgozókhoz hasonló és szárnyatlan.
Némelyik faj kolóniáiban törpe szárnyas nőstények élnek együtt a normális méretűekkel.
Egyes fajok királynői óriásira nőnek. Típusosan ilyenek a trópusokon élő kóborhangyák (Dorylus spp.) királynői.
Vannak rendkívül nagy fejű dolgozók és vannak igen kis termetűek. Vannak a nőstények és a dolgozók közötti átmeneti alakok. Vannak a dolgozókhoz hasonló nőstények és vannak a nőstényekhez hasonló dolgozók – ezek valószínűleg olyan nőstények, amelyek lárvakorukban nem kapták meg a szükséges táplálékot.
Ha bizonyos vendégbogarak kedvéért a hangyák elhanyagolják saját lárváik táplálását, akkor nőstények helyett korcsokat, a dolgozóhoz hasonló átmeneti alakokat nevelnek fel. A hangyákban élősködő fonalférgek (Mermis spp.) hatására is satnya dolgozók jönnek létre.
Sok élősködő hangyának, így például a gyepihangya fajoknak (Tetramorium spp.) egyáltalán nincsenek dolgozói (Urania, p. 301).

## Életmódjuk, élőhelyük
Változatosságuk és sokaságuk okán a legtöbb táplálékláncban fontos szerepet töltenek be: egyesekben inkább mint ragadozók, másokban inkább mint zsákmányállatok. Bár vannak táplálékspecialista (például gombaevő) fajok, a legtöbb hangyafaj generalista ragadozó, dög- és mézharmatfogyasztó. Ezért az együtt élő fajok készletigénye gyakran hasonló, átfedő (Lőrinczi, p. 4). Társas életmódjuk és fészeképítő technikájuk rengeteg energiát igényel, ezért sok táplálékot fogyasztanak, és így erősen hatnak a környező flórára és faunára (ELENA, 7. old.)
Változatos életmódú fajaik rendkívül sok, velük változatos kapcsolatban álló faj életét befolyásolják jelentősen vagy akár meghatározóan:
- ragadozó fajaik jelentősen csökkenthetik élőhelyükön az ízeltlábúak számát és diverzitását,
- maggyűjtő fajaik számos növényfaj magjait terjesztik,
- a levélvágó fajok rengeteg zöld lombot gyűjtenek be gombáik termesztéséhez stb.

Több ezer ízeltlábú-, gomba- és növényfajjal állnak mutualista kapcsolatban. Több mint 2000 ízeltlábú faj utánozza valamelyik tulajdonságukat vagy megjelenésüket – ez utóbbi jelenség a mürmekomorfia.
Amint a bevezetőben is említettük, a hangyaboly úgynevezett euszociális közösség – tehát olyan, amelyben a tagok többsége lemond a saját utódokról, és ehelyett nemzedékeken át egy közeli rokon nőstény (a királynő) utódainak érdekében tevékenykedik (Foitzik–Fritsche, 67. old.). Mivel nemcsak az egyes hangyák alkalmazkodnak evolúciósan a környezeti feltételekhez, de együttélésük formái is, a hangyák olyan élőhelyeken is megjelennek, amelyeken a viszontagságos körülményekhez csak kevés, faj képes tartósan megtelepedni.
Van néhány olyan, trópusi hangyafaj, amely nem jutott el a munkamegosztásnak erre a fokára. Ezek dolgozói szaporodóképesek maradnak, és a hímek közreműködésével ők tartják fenn a bolyt, illetve a fajt (Urania, 301. old.).
Kistestű és külső hőszabályozású állatok lévén a hangyák mind a túl magas, mind a túl alacsony hőmérsékletre érzékenyek. Nagy többségük jellemzően a +10–45 °C között aktív. Az ezen kívül eső hőmérséklet gyakran meghaladja hőmérsékleti tűréshatárukat, de legalábbis komoly stresszforrás. Ezért a fészkek szellőztetésének egyik fontos funkciója a hőmérséklet szabályozása. Egyes, extrém meleg- (termo-) és hidegtűrő (kriofil) fajok képesek fennmaradni a túl meleg, illetve túl hideg élőhelyeken, és ezzel elkerülhetik azon potenciális ellenségeiket, akik kedvezőbb viszonyok közt nem tűrnék meg őket.

### A társas életmód kialakulása
A hangyák ősei (az első hártyásszárnyúak) magányos élőlények voltak. Arra, hogyan térhettek át a társas életmódra, a kutatók rokonaik, a darazsak és a méhek megfigyelésével próbálnak következtetni, és két lehetséges modellt állítottak fel.
1. több nővér az ivarérettség elérése előtt közös „háztartást” alapított, de az ivarérettség elérése után ki-ki saját utódait nevelte – majd idővel kialakultak olyan domináns nőstények, akik képesek voltak elnyomni lakótársaik szaporodási késztetését (és onnan kezdve mindenki az ő gyermekeiket nevelte);
2. egy anyának sikerült rávennie lányait, hogy maradjanak a fészekben, és segítsenek a következő nemzedék felnevelésében – ennek eredményeként az egyedül felnevelt és emiatt satnya, szaporodásra kevéssé esélyes nővérek génjeik többségét (optimálisan felkészített húgaikban) jobb esélyekkel tudták továbbörökíteni.
A két forgatókönyv közös jellemzője, hogy az alárendelt nőstények teste fokozatosan alkalmazkodott a munkamegosztásból rájuk háruló feladatokhoz, így lépésről lépésre „dolgozókká” alakultak. A királynőével azonos, de ezekhez a feladatokhoz nem szükséges génjeik apránként passziválódtak, az utódgondozást vezérlő génjeik viszont a korábbi állapotnál korábban kapcsolódnak be (Foitzik–Fritsche, 68–70. old.).
A hangyaállamban rendszerint egyetlen királynő van; ezek az ún. egykirálynős (monogün, monogyn) fajok, illetve bolyok. Mások kolóniáiban fakultatívan, vagy akár jellemzően akár 3–4 királynő is megfér egymás mellett – ezek a többkirálynős (poligün, poligyn) fajok, illetve bolyok (Tartally). Néhány faj bolyaiban még ennél is több királynő lehet. A többkirálynős fajokra általában jellemző, hogy a királynők alig nagyobbak a dolgozóknál, és egyenként (számukkal arányosan) kevesebb petét raknak, mint az egykirálynős fajok királynői (Urania).
Egyes ősi típusú, a munkamegosztás alacsony fokán megrekedt trópusi fajok királynői megőrizték önállóságukat. Kijárnak a szabadba, hogy ott növényi nedveket nyalogatva táplálkozzanak, ivadékaiknak pedig húsféléket gyűjtsenek (Urania).

### A hangyák intelligenciája
A hangyák agyának felépítéséról a „Fej” fejezetben esik szó. Agyának méretéhez képest már egy-egy hangya önállóan is meglehetősen értelmes; kiváltképp a következő fejezetben taglalt kommunikációs képessége kiemelkedő. A hangyaboly egyik legjellemzőbb sajátossága a raj-intelligencia (swarm intelligence) kifejlődése. A raj-intelligencia nem igényel semmilyen hierarchikus rendet vagy vezetőt. A rajok önmagukat szervezik, és együttes intelligenciájuk jócskán több az egyének képességeinél. Az ilyen közösségek tagjai egyénileg nem túl sokra képesek, viszont csoportosan meglepően komplex feladatokat oldhatnak meg. Éppen ezért a mesterséges intelligencia és a robotika kutatói nagyban hagyatkoznak a hangyák viselkedésének algoritmusaira (ELENA, 9. old.).

### A hangyák kommunikációja
A társas érintkezés az evolúciósan fejlettebb hangyafajok sajátja; a primitívebb, „ősi állapotú” hangyák dolgozói magányos természetűek; információcseréjük minimális. Az együtt élő hangyák kommunikációját valószínűleg döntően befolyásolja az a tény, hogy életük nagy részét a fészekben töltik, ahol sötét, illetve félhomály van. Ezért látásuk kezdetleges maradt, viszont meglehetősen sokrétű illat alapú jelzésrendszert fejlesztettek ki (Foitzik–Fritsche, 77–82. old.).

#### Vizuális
Rossz felbontású szemük elhanyagolhatóan csekély szerepet játszik a hangyák kapcsolattartásában. Ennek fontos eleme a ritualizálás, tehát az eredetileg nem jelzésre használt viselkedések, pózok stb. kommunikációs jelzéssé alakulása. Így például a rágók nyitogatása és a potroh emelgetése is figyelmeztető jelzés, a támadó mozdulatsor ritualizált formája.
A jelzés hatékonyságát növeli annak feltűnősége. Ez figyelemfelkeltő elemekkel: a mozdulat eltúlzásával, ismétlésével stb. sikeresen fokozható.

#### Kémiai
Kommunikációjuk alapvetően kémiai alapú, és illatanyagokon (szemiokemikáliákon) alapul. Ezek használata több szempontból is előnyös:
- gyorsan terjednek a levegőben,
- a velük küldött üzenet messzire eljut és
- sok fajtársat elér.

A fajon belüli (intraspecifikus) fajok közötti (interspecifikus) kommunikációra használat vegyületek a feromonok, a fajközi (interspecifikus) kommunikációra használtak az allelokemikáliák. Ezek A feromonmolekulák 5–20 szénatomszámú, különböző funkciós (hidroxi-, aldehid-, keto-, észter- stb.) csoportokat tartalmazó, telített vagy telítetlen
szerves vegyületek.
A használat célja, eredménye szerint az illatanyagok három csoportja:
- az allomonok a kibocsátó számára hasznosak, a fogadó félnek ártalmasak (típusosan ilyenek a méreganyagok),
- a kairomonok a kibocsátó számára ártalmasak, az észlelőnek viszont hasznosak (ilyenek például a vonzóanyagok) és
- a szünomok, amelyek mindkét félnek hasznosak (mint például a növények megporzó rovarokat stb. csalogató anyagai).[12]

Funkciójuk szerint:
- nyomjelző,
- közösségjelző,
- veszélyjelző és
- ivari (csalogató, illetve izgató)

feromonokat különböztetünk meg (ELENA, 10. old.)
1. A feromonok evolúciója:
- Az aktív terület növelése ennek két fő útja a kibocsátott feromon mennyiségének növelése

és a küszöbérték csökkentése (érzékenyítés). Ez utóbbi nyilvánvalóan hatékonyabb; jellemzően ilyen a nyom- és vészjelző-, valamint a szexferomonok evolúciója. A konvergens evolúció eredményeként egymástól filogenetikailag távol álló csoportok tértek át ugyanazon feromon használatára, többnyire eltérő más funkcióval. Így például a 2,5-dimetil-3-izopentil pirazin:
- a pattanóhangyáknál (Odontomachus spp.) riasztó,
- a lóhangyákban (Camponotus spp.) pedig szexferomon.

2. Egyes fajok érzékenysége differenciálódott. Így például a texasi levélvágóhangya (Atta texana) ugyanazon feromon kis koncentrációjára mérsékelten (figyelmeztető vészjelzésként) nagy koncentrációjára hevesen (riasztásként) reagál.
3. A feromonok specifikus jellege adalékkomponensekkel, moduláló anyagokkal, illetve feromonkomplexekkel növelhető. Így például a nyugati gyepihangya (Tetramorium caespitum) VIII-as és X-es pirazint használ ilyen célokra.
4. Az egyes feromonok a föntebb utalt típusokhoz hasonló, egyszerű üzeneteket közvetítenek – alapvetően a többi hangyának. A bonyolultabb szignálok többféle illatanyag sajátos arányú keverékeként állnak elő. Ezek közül a legalapvetőbb a bolyazonosító: minden hangyakolóniának megvan a rá jellemző, egyedi fészekszaga, amelyet 30–60 különféle illatanyag (alkoholok, aldehidek, észterek, terpenoidok) keverékeként állítanak elő. Ezt a keveréket kültakarójukra (kutikula) kenik, és a többi hangya ennek alapján állapítja meg, hogy az adott egyed velük egy bolyból jött-e (Foitzik–Fritsche, 80. old.).
Fészekszag
Az önmaguk, illetve bolyuk azonosítására szolgáló illatanyagok többségét belső elválasztású mirigyekben állítják elő, és azok a vérnyirokban (hemolimfa) jutnak el a rovar kültakarójára.
Az egy királynős, fiatal, kis bolyokban a fészekszag gyakorlatilag a királynő szaga; ez terjed át a dolgozókra is. Ezért például azon fajokban, amelyekben a dolgozók is képesek petét rakni, ezt hiába teszik addig, amíg a királynő él: az ilyen peték ugyanis nem fészekszagúak, tehát a többi dolgozó felfalja őket. A nagyobb bolyokban az egyes hangyák részben egyéni illategyüttese kétféle módon keveredik és áll össze közös szaggá:
- - az egyes egyedek egymást nyalogatva adják át egymásnak, illetve veszik át egymástól illatanyagaikat;
  - azok a fajok, amelyek erre specializálódott dolgozói az előemésztett táplálékot visszaöklendezve táplálják fajtársaikat, ahhoz hozzákeverik saját illatanyagaikat is (Foitzik–Fritsche 82. old.)

A dolgozók egyes, különböző feladatokat ellátó csoportjainak megvan az adott feladathoz társított illata is (ELENA, 4. old.): más major dolgozóké, más a felderítőké, más a fészekben tüsténkedőké, más a fiasítást gondozóké stb. Utóbbiakból az ivadékgondozó ösztönt a lárvák speciális illata váltja ki. Ez annyira intenzív, hogy elnyomja a fészekszagot – tehát ha egy fészekbe „idegen” lárvák kerülnek, a gondozók éppen úgy ápolják-etetik-tisztogatják őket, mintha eleve a „sajátjaik ” lettek volna. Az egyes illatfajták megfelelő arányú keveredése az ivadékgondozásra is kihat. Agy például, ha egy nagyobb összetűzés eredményeként a bolyban megfogyatkoznak a „katonák”, akkor a rájuk jellemző illat is gyengül, a „dajkák” pedig több lárvát kezdenek túltáplálni annak érdekében, hogy a szokásosnál több major dolgozóval helyreállítsák a kasztok egészséges arányát (Foitzik–Fritsche 83–86. old.).
Kémiai üzenetek
A hangyák külső elválasztású mirigyeikben egy egész sor üzenet jelzésére külön illatanyagokat termelnek; ezek az úgynevezett feromonok. Egy-egy feromon aktív területének (aktív zónájának) azt a térrészt nevezzük, amelyben belül annak koncentrációja eléri vagy meghaladja a küszöbértéket, tehát azt a legkisebb koncentrációt, amely már válaszreakciót vált ki. Általános szabály, hogy a gyors üzeneteket (pl. riasztás vagy vészjelzés) könnyen, a tartósakat (pl. a bolyazonosítót) lassabban párolgó feromonokkal közvetítik.

#### Akusztikus
A hangyák akusztikus kommunikációja a kémiaihoz képest gyengén fejlett, és gyakran annak kiegészítése. Fajtái:
- kopogtatás, dobolás (a test odaütögetése a talajhoz, a járat/kamra falához vagy bármilyen szilárd anyaghoz),
- striduláció – ennek módja fajonként különböző. Az egyes dolgozóknak megvannak a maguk kedvelt hanghatásai, és repertoárjukon nem változtatnak. Több alcsaládra is jellemző, így:
  - a barázdáshangyaformákra,
  - a buldoghangyaformákra és
  - kiváltképp a bütyköshangyaformákra.

A levélvágóhangya-rokonúaknak (Attini)' külön, rájuk jellemző stridulációs szerve alakult ki:
- első potrohszelvényük hátoldalának elülső szegélyén redősorok futnak végig,
- második nyélbütyök hátulsó része pengetővé alakult.

A hangképzéshez a potrohukat kell emelgetni; ekkor a pengető a redőkhöz dörzsölődik.
A hangyáknak nincs a szó emberi értelmében vett, tehát a levegő rezgéseit észlelő hallószervük, a talaj rezgéseire azonban érzékenyen reagálnak (Foitzik–Fritche, 91–92. old.).

#### Tapintásos
A taktilis kommunikáció két fő módja:
- az antennáció, amikor az egyik hangya csápjával megütögeti a másikat;
- trofallaxis, a begyben raktározott folyékony táplálék visszaöklendezése és átadása (ennek kiegészítő funkciója a kolóniaszag fenntartása és kémiai szignálok közvetítése).

A taktilis kommunikációhoz a hangyák csápjaikat és mellső lábpárjukat használják: ezekkel tapogatják-ütögetik a fajtárs feje tájékát. A mürmekológusok hosszas vizsgálódással megállapították, hogy az egyes mozdulatoknak nincs önálló jelentése, nincs „csápnyelv”. Egyetlen funkciója a figyelem felkeltése, a kommunikációs igény kinyilvánítása (Foitzik–Fritche, 90. old.)
A trollofrallaxis (táplálékért kuncsorgás) lényege, hogy az éhes hangya megütögeti egyik olyan, a többiek táplálásáért felelős társát, akinek tele van a begye, és az ennek hatására felöklendez egy falatot (ez a folyamat a regurgitáció).

#### Kombinált üzenetek
Bonyolultabb tevékenységekhez a hangyák összehangolják az üzenek közvetítésének módozatait. Így például ha egy dolgozó messzebbről akar segítséget hívni (például nagyobb eleség bolyba szállításához), akkor az útvonalat (lassan párolgó) feromonnal jelöli meg, a hívni kívánt fajtársakat antennációval hívja közös akcióra. Az üzenetet a begyűjteni kívánt táplálék kis adagjának visszaöklendezésével (újabb kémiai üzenet) erősítheti. Az útvonal jelzését az eredményesen visszatérő hangyák frissítik. A nyomjelző feromonokat többnyire az utóbélben és a rektális mirigyekben termelik (Foitzik–Fritsche 86–89. old.).

#### Tandemfutás
A tandemfutás az élelem begyűjtésére szervezés vagy az alkalmasnak tűnő új fészekhely bemutatásának speciális, alapvetően a kisebb (néhány tucat dolgozót számláló) bolyokban szokásos módszere. A felfedező ilyenkor a fészekbe visszatérve csápjaival ütögeti a többi dolgozót; így szólítva fel őket arra, hogy kövessék a célterületre. ha valamelyik társát érdekli a kezdeményezés, beszervező tüstént sarkon fordul, és útnak ered a célterületre. A beszervezett követi, és közben csápjaival ütögetve megpróbál kapcsolatban maradni a szervező potrohával. A követést segíti, hogy a tandemet vezető hangya a hátsó lábpárján kialakult speciális mirigyből a követést segítő illatanyagot bocsát ki. Ha a hátsó hangya elveszíti a vezető nyomát (ami nem ritkán esik meg), akkor emennek várnia kell, amíg a kapcsolatot nem sikerül helyreállítani.
Célba érve vagy nekilátnak begyűjteni a kijelölt táplálékot, vagy visszafutnak a bolyhoz, és mindketten újabb dolgozókat szerveznek további segítségül.
A kutatók szerint a tandemfutás nem egyszerűen kombinált (kémiai + taktilis) kommunikáció, hanem a tanulás és egyúttal persze a tanítás egy formája. A vezető hangya nemcsak mutatja az utat, de hagy elegendő időt arra, hogy a másik meg tudja jegyezni az útvonalat, amit a forduló végén már ketten tudnak, és az azt ismerő dolgozók száma az újabb fordulókban mértani haladvány szerint nő. Ez az egy-két fordulóval még kevéssé hatékony eljárás nagyon célszerűvé válik például olyankor, ha a bolyt kell új fészekbe költöztetni (Foitzik–Fritche, 90–91. old.).

### A dolgozók élete
A bábból kikelő dolgozó még meg sem szárad, de máris munkába áll, és élete első, néhány hetes szakaszában a királynőt segíti (eteti, segíti a peték lerakását) és az ivadékokat gondozza.
Életének második szakaszában a fészekről gondoskodik (ha van fészek): takarít, kamrákat és járatokat ás, szabadon tartja a szellőzőcsatornákat stb.
A harmadik és egyben záró etapban tér át a boly élelmezésére, és ha ehhez el kell hagynia a fészket, ekkor megy ki a szabadba. Az életmódváltás közvetlen oka, hogy a dolgozók néhány hetes, illetve néhány hónapos korukban fejlődésük részeként a korábbiaktól eltérő hormonokat kezdenek el termelni, és ezek hatására a korábbiaktól eltérő tevékenységekre térnek át (Foitzik–Fritsche, 23–26. old.).

#### Ivadékgondozás
Az erre szakosodott dolgozók a királynő(k) által hasznát petézőkamrá(k)ból összegyűjtik a petéket, és azokat a fészek erre kijelölt helyére szállítják. Ezután rendszeresen nyalogatják azokat, hogy ki ne száradjanak és meg ne penészedjenek (ELENA, 4-old.). Ettől a peték nedvességet színak magukba és megduzzadnak. A petéknek, a lárváknak és a báboknak egészséges fejlődésükhöz más-más hőmérsékletre és páratartalomra van szükségük, ezért gondozóik rendszeresen átköltöztetik őket a fészek fejlődésük aktuális szakaszához optimális részére. A fiatal lárvák többnyire a királynő és a peték közelében maradnak, az idősebbeket kijjebb (a föld alatti fészkekben magasabbra) költöztetik. Cipelgetésüket megkönnyíti, hogy számos faj lárváinak kültakarójából hajlott vagy hasított serték állnak ki, a peték pedig ragadósak, tehát egy dolgozó többet is össze tud fogni belőlük. Ugyancsak az ivadékgondozó dolgozók segítenek a bábozódni készülő lárváknak és a bábokból frissen kibúvó, fiatal társaiknak is.
Ha a fészket megbolygatják vagy veszélybe kerül, a dolgozók fő feladata a fiasítás biztonságos helyre szállítása Urania, 104. old.).

#### A királynő gondozása
A dolgozók egy csoportja a királynő gondozására szakosodik. Ennek fő tevékenysége az etetés. Emellett tisztogatják is, a lerakott petéket pedig ütemesen elszállítják (Urania, 304–305. old.).

#### A fészek karbantartása
A fészekről folyamatosan gondoskodni kell:
- tisztogatni kell a járatokat és kamrákat (el kell takarítani a beomlott, behullott törmeléket stb.),
- a szabadba kell szállítani az elpusztult társak tetemeit és az egyéb hulladékokat,
- tágítani, illetve szűkíteni kell a szellőztető járatokat

stb. (Urania, 305. old.)

#### Gyűjtögetés, vadászat
A legtöbb hangyafaj ragadozó–gyűjtögető életet él; a táplálék megszerzését külön fejezetben ismertetjük.
A táplálékon kívül számos egyéb, fajonként változó mennyiségű és fajtájú anyagot kell a külvilágból beszerezni, így például az épített bolyban lakó hangyáknak a fészek építőanyagait (fenyőtűket, leveleket, gallyakat–hajtásokat, gyantacseppeket). Ezek beszerzésére gyűjtőcsoportokat küldenek ki; a gyűjtögetők védelméről gyakran e célra kivezényelt katonák gondoskodnak (Urania, 305. old.).

### Szaporodásuk

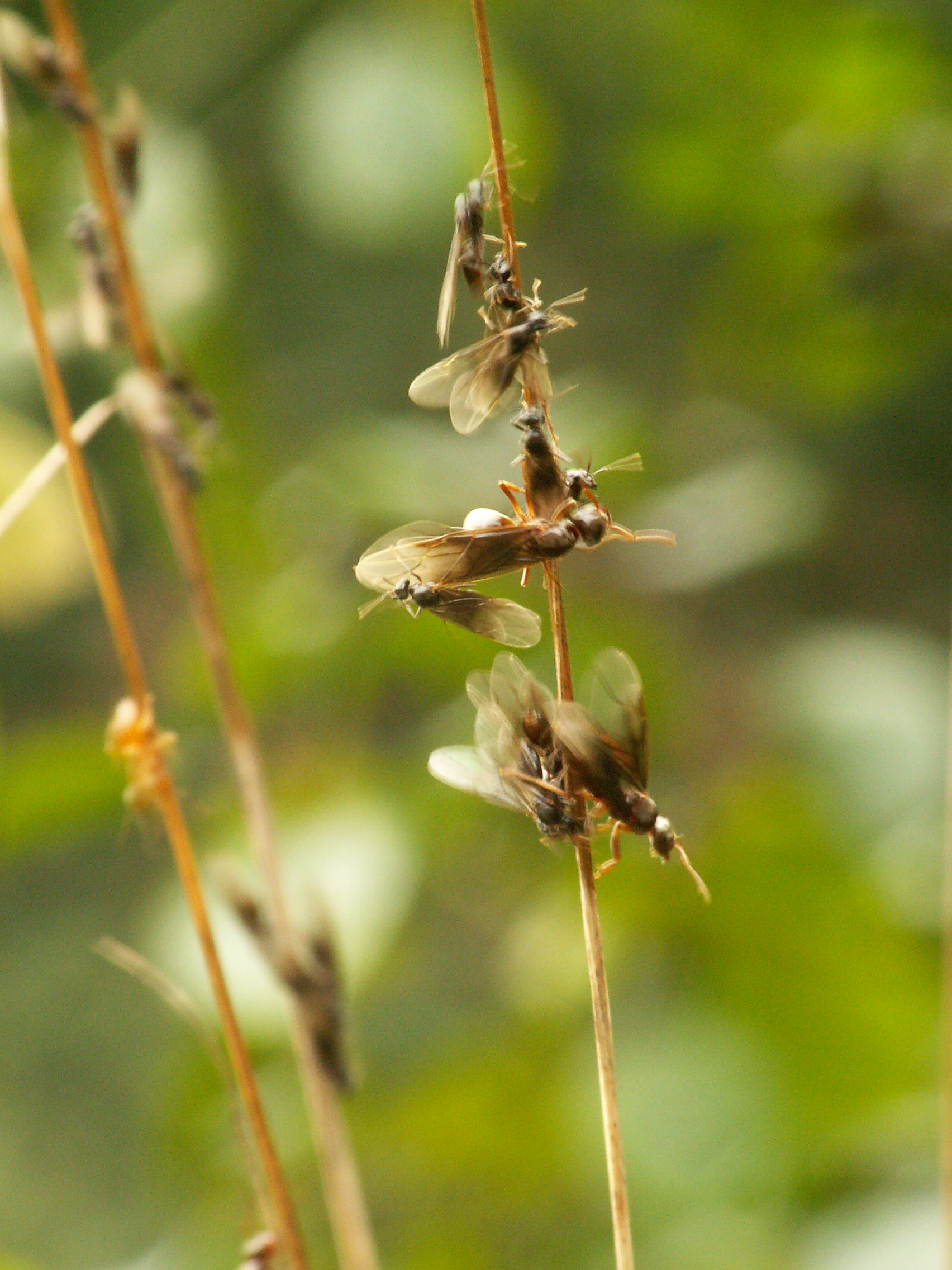
Párosodni készülő hangyák

A szaporodás az eleinte többnyire szárnyas nőstények és a többnyire ugyancsak szárnyas hímek feladata.
Ahhoz, hogy a szárnyas nőstényből egy új boly királynője lehessen, mindenek előtt hím örökítő anyagra (spermára) van szüksége, hogy megtermékenyíthesse majdani petéit. Mivel a nász egyszeri alkalom, a hangyák spermája nem romlandó: a királynő teljes, akár évtizedes életében az ekkor begyűjtött spermával gazdálkodik. A spermát rendkívül takarékosan használja fel; egy-egy pete megtermékenyítéséhez mindössze két-három ondósejtet. Ezeket a rajzás idején gyűjti be. Egyes fajok nőstényei csak egy-egy hímmel párosodnak, másokéi mindegyikkel, amelyik csak hozzájuk fér.
A hangyák a nászrepülésen párzanak. A Közép-Európában élő fajok többnyire május és augusztus között repülnek, amikor elég meleg van és nem fúj a szél. A rajzás ideje fajonként eltérő, ami csökkenti a hibridizálódás veszélyét. Így például a nyugati kéreghangya, (Temnothorax nylanderi) a naplemente előtti két órában repül, a gyűrűs kéreghangya (Temnothorax unifasciatus) viszont reggel, a napfelkelte körüli órákban.
A rajzás előtt az egész bolyban izgalom, nyugtalanság érezhető. A szárnyas, ivaros példányok a fészek bejárata(i) felé törekszenek, de a dolgozók a szükséges ideig visszatartják őket. A rajzás időpontja fajonként más és más – a hangyák így kerülik el a fajok hibridizálódását. Így például a nyugati kéreghangyák (Temnothorax nylanderi) a naplemente előtt mintegy két órával rajzanak ki, a gyűrűs kéreghangyák (Temnothorax unifasciatus) viszont hajnalban. A boly kapuit egyszerre nyitják meg, és az ivaros állatok hemzsegő tömegben tódulnak ki rajtuk. Egy darabig tanácstalanul ténferegnek, végül felszállnak, hogy megkezdjék a nászrepülést. Egyes fajok hímjei sűrű rajokban repülnek, mások magányosan (Foitzik–Fritsche, 39–42. old.). A királynők mindig egyesével hagyják el a fészket.
A népesebb kolóniák rajzásakor olyan tömegek emelkednek a levegőbe, hogy elhomályosíthatják a napot. Egy ideig többnyire magasan kiálló pontok körül keringenek; nem ritkán kilátótornyok vagy templomtornyok csúcsa körül gyűlnek össze. A rajzásuk messziről gomolygó füstfelhőhöz hasonlít olyannyira, hogy láttán időnként riadóztatják a tűzoltókat – ez azokra a fajokra jellemző, amelyek hímjei sűrű agglegényrajokban röpülnek, és ha egy fiatal királynő belebotlik ebbe a csoportosulásba, röptükben hatalmas orgiát rendeznek. Más királynők a szilárd talajt szeretik. Keresnek maguknak egy romantikus helyet, és olyan feromont bocsátanak ki, amellyel magukhoz csalogatják a hímeket. A vándorhangyák (Eciton spp.) szárnyatlan nőstényei nászéjszakájukon otthon maradnak, és a biztonságos fészekben várják a szárnyas hímeket. A repülés közben kialakuló párok összekapcsolódva, illetve egyenként a földre hullanak, és a megtermékenyített nőstény hozzálát az új boly alapításához. A hímek csakhamar elpusztulnak.
Az új boly alapításának esélye meglehetősen csekély. Ritkán az is megesik, hogy alkalmas hím híján elmarad a párzás, de jóval gyakoribb, hogy a földre hulló nőstény nem talál megfelelő helyet az új fészeknek. A kudarc esélyét jelentősen növelik az olyan rovarfogyasztó madarak, mint például a zöld küllő (Picus viridis). Becslések szerint tízezer fiatal királynőből csak egy jár sikerrel.
Egy fiatal királynő párosodhat egyetlen hímmel (ez az általános) vagy akár több tucattal is, de csak egy alkalommal, a rajzás idején.
A különösen szerencsés termékeny nőstények sikeres nász után új bolyt alapíthatnak, és annak királynőjévé fejlődhetnek tovább.
A királynő annyi spermát gyűjt be, amennyit csak tud, és ezt egy speciális szervében, a spermatasakban tárolja, akár több százmillió ondósejtet is. Ezekkel takarékoskodnia kell, mert némely királynő ezután még tíz–harminc évet és, és ezalatt akár 150 millió utódot is létrehozhat – tehát minden második-harmadik célba jutott spermium hasznosul; sikeresen vesz részt a szaporodásban (az embereknél ez az arány nagyjából 250 millió az egyhez). A spermiumok a hangyakirálynő spermatasakjában évtizedeken át frissek maradnak.
A rajzás után a hímek (néhány faj kivételével) elpusztulnak. A ritka kivételek közé tartozik a szultánhangya (Cardiocondyla) nem több faja. Ezek hímjei nem repülnek ki, hanem a fészekben maradva megküzdenek fennmaradásukért olyannyira, hogy több, szövetkező példánynak alkalmanként egy-egy kisebb területet sikerül a bolyban kisajátítania. Ezek a harcias hímek aktívan keresik a bolyban a fiatal királynőket. A párzás után életben maradnak, és új spermát termelnek. Némelyikük ötven kopulációóig is eljut (Foitzik–Fritsche, 43–44. old.).
A nász után a szabadban párosodó nőstények legfontosabb dolga, hogy megfelelő helyet találjanak leendő bolyuk számára.

### Kolónia alapítása
A nász után a kimerült nősténynek megfelelő helyet kell keresnie, hogy megalapíthassa saját kolóniáját. A legtöbb faj egy bizonyos környezethez ragaszkodik (lásd a fészkek leírásánál). Az alkalmasnak tűnő helyek többségén azonban már idegen bolyok települtek meg, ráadásul a földre szállt királynő könnyű prédája egy sor éhes állatnak – pókoknak, gyíkoknak, békáknak, idegen hangyáknak stb.
A leendő királynők előtt alapvetően három lehetőség áll:
- építhetnek új fészket,
- csatlakozhat fajának egy meglévő bolyához,
- betelepülhet egy másik, őt befogadni hajlamos hangyafaj bolyába.

Az, hogy a nőstények melyik stratégiát választják, alapvetően fajspecifikus (Foitzik–Fritsche, 46. old.).

#### Új fészek építése
A megtermékenyített nőstény leveti (lerágja) szárnyait, majd megpróbál behúzódni valamilyen védett helyre (kő alá, a fákban fészkelő fajok a kéreg repedésébe stb.) – ha nem talál ilyent, úgy maga próbál ásni vagy kirágni egyet. Ezt a folyamatot Szabó-Patay József az alábbiak szerint ismerteti:
„Miután a királynő az öncsonkítást befejezte, azonnal hozzáfog lakásának építéséhez. Munkájának az a célja, hogy a külvilágtól teljesen elzárt kis helyiséget építsen. A különböző fajok többnyire bizonyos helyeket kedvelnek. Így megfigyeltem gyűjtéseim közben, hogy a pirostorú lóhangya (Camponotus ligniperda) többnyire, a barnatorú lóhangya (Camponotus herculeanus) mindig korhadó fában, a kis termetű Leptothorax-félék nőstényei a fa kérge alatt és kis, száraz fadarabkákban falazzák be magukat. Rendszerint olyan helyet keresnek fel, amely a faj fészkelési módjának lehetőleg megfelel. Bárhol találjuk is őket azonban, minden esetben azt tapasztalhatjuk, hogy kis helyiségük, amely nagyjából számítva, termetük 5–10-szeres nagyságának felel meg, teljesen el van zárva minden oldalról.”
Amint a leendő királynő valamelyes biztonságban érzi magát, lerak egy sorozat petét. Ezekről neki kell gondoskodnia, majd a kikelő lárvákat táplálnia is neki kell. Ebben az időszakban alapvetően a gyermekkorában felhalmozott zsírtartalék lebontásából él. Emellett lebontja az immár fölöslegessé vált szárnymozgató izmait, sőt, agyának egy részét is, hogy további tápanyaghoz jusson. Egyes fajoknál ezek a tartalékok kitartanak a néhány hetes vagy akár egy hónapig is eltartó alapító időszak végéig, mások királynői kénytelenek táplálékszerző utakra kiruccanni a külvilágba. Az ilyen kirándulások nemcsak azért veszélyesek, mert a védekezni kevéssé képes királynő végig veszélyben van, de azért is, mert a magukra hagyott petéket, illetve lárvákat arra járó húsevők könnyen felprédálhatják. Végszükség esetén a királynő maga is felfal néhány petét vagy lárvát, sőt, az éhes lárvák is harapdálják egymást.
Az elsőként felnevelt dolgozók a „normál” méretnél jóval kisebbek: ők az ún. minimek. Ezek folyamatosan dolgoznak, és később kikelő testvéreiknél sokkal óvatosabbak – mondhatni, félénkek. Amint a minimek munkába állnak, a királynő ismét hozzáfog a peterakáshoz.
Egyes fajok új királynői kisebb-nagyobb „lakóközösségben” alapítanak fészket. Az ilyen társulás kezdetben nagyon hatékony, ám a dolgozók munkába állása után a királynők egyre kevésbé viselik egymást, és a konfliktusokat az esetek nagy többségében csak egyikük éli túl (a küzdelmek többnyire súlyosan sérült veszteseit a dolgozók feldarabolják és hasznosítják).
Ritkán, de előfordul, hogy az egymással rokonságban nem álló királynők megférnek egymással, és a „társbérlet” többkirálynős kolóniává alakul – ez a jelenség a poligünia (Foitzik–Fritsche, 48. old.)

#### Csatlakozás egy meglévő bolyhoz
A magányos bolyalapítás föntebb leírt kockázatait elkerülendő némely fajok ifjú királynői a nász után hazatérnek régi fészkükbe. Agy például az erdei vöröshangya (Formica rufa) nászrepülése nagyon rövid, ami erősen megnöveli annak esélyét, hogy a kopuláció(k) után alkalmas helyet kereső királynő rábukkanjon régi fészkére, amelyhez közeledve a dolgozók szagmintája alapján felismerik benne testvérüket, és beviszik a bolyba.
A poligün, azaz többkirálynős fajok nem ritkán idegen, tehát nem az adott bolyból származó királynőt is hajlandóak befogadni. E pillanattól a befogadó boly dolgozói őt is ellátják, neki csak a peterakással kell törődnie. Mivel az ilyen bolyokban több királynő rakja a petéket, azok időről időre túlszaporodnak. Amikor a környéken már nagyon fogytán van az élelem, egy vagy több királynő az őt (őket) kísérő dolgozókkal fölkerekedik, és elindul, hogy alkalmasabbnak látszó helyen új bolyt alapítson. Mivel gyalog mennek, az új boly a régihez közel lesz, és hamarosan komoly versenytársává válik annak.

#### Idegen boly megszállása
Egyes hangyafajok fiatal királynői el tudják foglalni valamely azonos vagy rokon faj fészkét.
Ennek következményeit a Szociálparazitizmus fejezetben mutatjuk be.

### A boly költöztetése
A költözés okai változatosak lehetnek:
- a régi boly megsemmisülése (a növényi részekbe rágott bolyok idővel maguktól szétesnek, másokat állatok, természeti csapások vagy emberek rombolnak le),
- a boly túlnépesedése,
- agresszív szomszéd boly feltűnése (Foitzik–Fritsche, 56. old.).
- a közeli tápanyagforrások kimerülése stb.

Ilyenkor a hangyák először felderítőket küldenek ki, hogy keressenek alkalmas helyet. Ha egy felderítő megfelelőnek vélt helyet talál, visszatér a bolyba, hogy erről beszámoljon. Az ígéretes helyszíneket több dolgozó is megszemléli – ennek elősegítésére a felderítő illatnyomokat hagy az úton vagy odakíséri őket. Távolról sem mindegyik dolgozó megy ki szemlézni, és akik kimennek, azok is általában csak egy helyre – ritka, hogy egy hangya két-három helyszínt is összehasonlítson. Mindegyik szemlélő önállóan dönti el, hogy tetszik-e neki az adott hely, és ha a lelkes (pozitív véleményt formáló) hangyák száma egy helyszínen túllép valamely küszöbértéket (ami erősen függ a költözés sürgősségétől), akkor a kérdést eldöntöttnek tekintik, és odaköltöznek.
A költözés következő szakaszában a dolgozók rágóik közé fogva átcipelnek a régi fészekből az új helyre minden fontosnak tartott dolgot: nemcsak a petéket, lárvákat, bábokat, de azokat a fiatal dolgozókat is, akik még nem elég érettek arra, hogy önállóan elhagyják a fészket. Vannak olyan fajok, amelyek szállított tagjai ilyenkor egy sajátos, egyetlen más élethelyzetre sem jellemző „poggyásztartást” vesznek fel: a potrohukat, a csápjukat és a lábaikat behúzzák, ami valósággal kofferhoz teszi őket hasonlatossá.
A kisebb fészkekben élő hangyák gyorsan, akár egy menetre átköltöznek, a nagy kolóniáknak (például a levélvágó hangyáknak ehhez akár több hétre is szükségük lehet (amiért ehhez külön hangyautat építenek ki).
Az új helyszínre érkező első dolgozók leteszik terhüket, és haladéktalanul hozzálátnak a fészek kialakításának, ami többnyire abból áll, hogy járatokat és kamrákat ásnak (illetve rágnak) ki. Amikor az új szülőkamra elkészül, a királynő nagy testőrséggel többnyire saját lábán vonul át az új fészekbe, és ott folytatja a peterakást (Foitzik–Fritsche, 62–63. old.).
A vándorhangyák azért vándorolnak, mert egy-egy táborhelyük környékén gyorsan felélik a számukra elérhető tápanyagokat. Az áttelepülést gondosan előkészítik, a tervezett új helyhez utat építenek. A költözéshez nem ritkán hosszú folyosókat a talajba. A felszíni útvonalak védelmére erős katonaosztagokat állítanak fel. Egy-egy áttelepülés napokig eltarthat (Brehm).

## A fészek

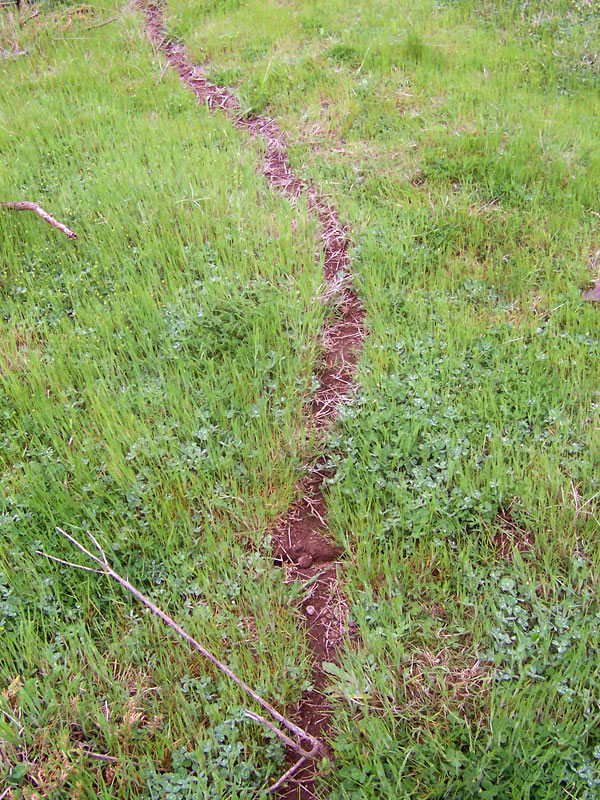
Hangyaútvonal

A fészkek mérete, formája, elhelyezése és felépítése az egyes fajok életmódja szerint nagyon különböző lehet. Az ősibb alcsaládok (pl. a poneromorf hangyák) fészkei egyszerűbbek, a levezetettebb alcsaládok (pl. a bütyköshangyaformák fészkei komplexebbek.
Fészkeiket változatos helyeken rendezik be:
- a talajban (főleg az ősi formák),
- az avarban (jellemzően a trópusi esőerdőkben),
- kövek alatt (főleg a mérsékelt övben),
- kövek repedéseiben,
- élő vagy holt fában (jellemzően a lóhangya fajok),
- faágban, kéreg alatt,
- termésben, gubacsban, csigaházban (kis termetű fajok kis egyedszámú kolóniái) stb.

A fészkek alakját gyakran a külső körülmények is erősen befolyásolják, minthogy a hangyák nagyon jól alkalmazkodnak környezetükhöz. Megesik, hogy ugyanazon faj egyik bolya a nap melegét jól megtartó lapos kő alatt foglal helyet, a másik egy korhadó fában, a harmadik pedig magas földből épít kupacot. Az efféle változékonyság jó példája a nyugati gyepihangya (Tetramorium caespitum). A legtöbb boly külleme és belső szerkezete azonban annyira jellemző, hogy kis gyakorlattal megállapítható róla, melyik faj telepe.
Egyes talajlakó fajok legfeljebb nász idején merészkednek ki a felszínre, míg mások a lombkoronában fészkelnek. Egyesek hatalmas „hangyavárakat” építenek, miközben kisebb fajaik akár egy elhagyott tölgymakkban is berendezhetik fészküket.
Az egyes bolyokban fajonként nagyon eltérő számú egyed él együtt. Így például az Amazóniában honos óriás amazonhangya (Polyergus rufescens) bolyaiban jellemzően száznál kevesebb, az erdei vöröshangya (Formica rufa) bolyaiban akár egymilliónál is több. Az egyes bolyok népessége gyakran évszakonként is erősen változó.
A fészek mérete erősen függ a faj életmódjától. Különösen nagyok az egy-egy időszakban az év hátralevő részére sok táplálékot felhalmozó hangyák fészkei. Egyes maggyűjtőhangya fajok (Messor ssp.) fészkeinek átmérője elérheti az ötven métert, mélységük a 3 métert. Egy-egy maggyűjtő kamrában akár több kilogramm magot is tárolhatnak.

### A fészkek típusai
A tisztán földbe ásott fészkek inkább a hangyák ősi csoportjaira jellemzőek. A fészek helyét befolyásolja az éghajlat is: a mérsékelt övi hangyák inkább földbe ássák, a trópusiak inkább fákon helyezik el fészkeiket (SZTE7).
A tudósok a fészek kialakítását és bővítését, a faji jellegzetességeket és a fajon belüli változatosságot fészeköntvény-sorozatok készítésével vizsgálják (SZTE7).
1. Talajfészek
Egyes fészkek kizárólag a talajban húzódó járatokból és termekből állnak, a talajszintből kiemelkedő felépítmény nélkül. Ilyeneket ásnak például a levélvágó hangyák Dél-Amerikában, illetve a borostyánhangyák a Kárpát-medencében.
A talajfészek jellemzően vertikális járatokból és horizontális kamrákból áll. A kövek alá épített fészkek előnye, hogy a kövek
- gyorsan felmelegszenek, de jól tárolják a hőt és
- védenek a taposás ellen.

A legkomplexebb és legnagyobb talajfészkek a levélvágó hangyák fészkei. Ezekben a gombatermesztő kamrák rendszerint 3 m-nél is mélyebben helyezkednek el. A több millió dolgozó és a több száz gombakert sok szén-dioxidot termel; ennek eltávolítása és egyúttal a megfelelő páratartalom biztosítása érdekében a fészket bonyolult szellőztető rendszer hálózza be. Ezt passzívan a szél, ill. a belső és a külső hőmérséklet különbsége, aktívan egyes járatok megnyitása, illetve lezárása segíti elő (SZTE7).
A kisebb fészkek építésénél időnként ellentétes szempontokat kell egyidejűleg érvényesíteni: nemcsak a megfelelő légforgalomról kell gondoskodni, de arról is, hogy a nagyobb esőzések ne árasszák el a fészket (SZTE7).
2. Dombfészek
Az ilyen fészkek talajszint feletti, rendszerint szimmetrikus kúpját rendszerint legalább részben a földfészek járataiból, kamráiból kiásott földből kupacolják föl a felszín alatti rész fölé. Ebben a felépítményben – ha ez lehetséges – rendszerint további járatokat, kamrákat alakítanak ki.
A gyepi hangya (Tetramorium spp.) jellemzően homokkupacot emel.
A felépítmény mérete taxononként erősen változó:
- a bütyköshangya fajoké magas (Myrmica spp.) jellemzően 10 cm-nél alacsonyabb,
- a vöröshangyaformáké (Formicinae) jellemzően 1,5 m-nél is magasabb.

Az erdei vöröshangya (Formica rufa) legnagyobb dokumentált – fenyőtűből épített – bolyának átmérője elérte a 9, magassága a 2 m-t.
A felépítmény főleg az extrém hőingású és vízháztartású élőhelyeken (például lápokban, folyópartokon, fenyőerdőkben, sivatagokban stb.) előnyös, mivel a felépítmény csökkenti a hőingást és tárolja a nedvességet. Ezek az előnyök további hőelnyelőkkel, illetve hőtermelőkkel (kavicsokkal, bomló növényi anyagokkal stb.) fokozhatók (SZTE7). Így alakulnak ki a kombinált fészkek.
2.a) Kombinált fészek
A kiásott földet számos faj egyéb anyagokkal, jellemzően növényi részekkel egészíti ki. Jellemzően ilyenek a vöröshangyaformák (Formicinae), amelyek földalatti járataik fölé száraz növényi részeket (füvet, fadarabkákat, lehullott fenyőtűket) halmoznak fel. A prérilakó amazonhangya (Polyergus breviceps) fészkében a királynő kamrája akár a talajszint alatt 1,5 m-rel is lehet.
3. Kartonfészek
Több faj – a nálunk is élők közül ilyen a kartonépítő fahangya (fekete fahangya, Lasius fuliginosus), a közönséges feketehangya (Lasius niger) és a közönséges tölgyfahangya (Liometopum microcephalum) kartonfészket épít; ennek anyagát szétrágott famorzsalékból vagy egyéb növényi rostokból, talajszemcsékből stb. ragasztják össze nyálukkal.
A kartont több faj további anyagokkal szilárdítja. A célra
- a lóhangyák (Camponotus spp.) a lárváik által termelt selyemfonalat,
- a berki borostyánhangya (Lasius umbratus) gombák micéliumait,
- a szívhangyák (Crematogaster spp.) és az aztékhangyák (Azteca spp.) a hangyakertjeikben élő epifitonok gyökereit

használják (SZTE7).
Általános szabály, hogy a kartonfészkek anyaga, illetve megjelenése a redősszárnyú darazsak (Vespidae)
3.a) Fafészek
A kartonfészkeket a leggyakrabban, de nem kötelezően odvas fák belsejében építik. A lóhangyarokonúak (Camponotini) rendszerint száraz fatönkökben rágják ki járataikat (Brehm). Közülük Magyarországon is jól ismertebbek a faodvasító lóhangya (Camponotus ligniperda) és a fekete lóhangya (Camponotus vagus) fába rágott fészkei.
4. Levélfészek
A fákon, a leveleket a lárvák fonalával összefonva alakítják ki fészküket egyes trópusi fajok. Legismertebb példájuk a szövőhangya (Oecophylla spp.). Ezek lárváik selyemfonalaival rögzítik egymáshoz a leveleket úgy, hogy a fonalat kibocsátó, de egyébként passzív lárvákat a major dolgozók himbálják, amíg a fonal a megfelelő helyre nem kerül. Mivel az így behálózott levelek elfonnyadnak, az ilyen bolyokat gyakran költöztetik (SZTE7).
4. a) Egyleveles fészek
A horgashangyák (Polyrhachis spp.) és a lóhangya (Camponotus) fajok közül azok, amelyek nem kartonfészket építenek, egy-egy nagy a levél hosszanti erét rágják meg, amíg az teljesen el nem gyengül. Ezután a két levéllemezt egymáshoz hajlítják, és összeragasztják széleiket, majd közüket különféle törmelékekkel töltik fel.
A jávai kétszínű horgashangya (Polyrhachis bicolor) fészkét az egyik pálmafa leveléből készíti: hosszában összehajtja a levél egyik keskeny részét, majd összeszövi a levél két szélét.
5. Üregfészek
Kisebb hangyák gyakran növények elhullatott részeiben (gallyakban, sőt akár makkokban, gubacsokban) foglalnak el vagy rágnak ki üregeket kevés egyedet számláló kolóniáik számára (Foitzik–Fritsche, 56. old.).
Példák:
- ráncos kéreghangya – magtermésben

5. a) Extrém alkalmazkodás az üregfészkeléshez
- A kapushangyák (Colobopsis spp.): major dolgozóinak feje henger alakú, elöl lapított (jóval hosszabb és szélesebb, mint minoroké), a színe pedig olyan, mint a boly lakhelyéül választott fa kérgéé – mi több, mintázata is hasonlít ahhoz. Feladatuk, hogy lapított fejükkel zárják le az üreg bejáratát.
- A teknőshangyáknál (Cephalotes spp.): ugyancsak a major dolgozók a kapusok, ezek feje azonban nem henger alakú, hanem, tányérszerű.
- A rejtekhangyák (Melissotarsus spp.) fák kérgének repedéseiben fészkelnek, és soha nem hagyják el a fészket. Sima felületen hátukra fordítva nehezen állnak lábra; középső lábpárjuk a plafonon sétáláshoz módosult (SZTE7).

6. Függőfészek
A Brazília őserdőiben élő kertészhangya (Camponotus femoratus) nagy fák csúcsgallyaira, biztonságos magasba függeszti nagy gonddal szőtt hálóját. A hálót a fára felhordott talajjal tölti meg, és abban alakítja ki fészkét – a földlabdát pedig hamarosan függőkertté alakítják a róla kihajtó broméliafélék (Bromeliaceae) és más epifitonok (Brehm).
7. Mürmekodomácium
Több, a hangyakedvelő növényekkel szimbiózisban élő faj azok külön e célra szolgáló üregeiben rendezi be bolyát. Az epifiton hangyagumó (Myrmecodia spp.) a nevét is adó gumójában, a hangyafa (Cecropia spp.) a szárában alakít ki ilyen üregeket. A Mexikóban honos Acacia desmondii (Acacia nelsonii) üreges töviseit is hangyák szállják meg (Urania).
Ebben a sajátos szimbiózisban a növény nemcsak fészkelőhelyet „kínál fel” a hangyáknak, de tápláléktestecskéket is:
- az akáciák (Acacia spp.) termelik a Belt-féle tápláléktestecskéket,
- a hangyafák (Cecropia spp.) termelik a Müller-féle tápláléktestecskéket a velük szimbiózisban élő aztékhangyák (Azteca spp.) számára (SZTE7).

„Cserébe” a hangyák megvédik a gazdanövényeiket azok különféle (főleg rovar-) kártevőitől és egyúttal átterelik utóbbiakat a gazdanövény kompetítoraira (versenytársaira).
8. Bivak
A vándorhangyáknak nincs állandó otthona, hanem útjuk egyes állomásain ideiglenes tanyákat alakítanak ki úgy, hogy éjszaka egymásba kapaszkodva közrefogják a kolónia legfontosabb és legsérülékenyebb tagjait, amivel sajátos „élő fészkeket” hoznak létre (SZTE7).

### A fészek belső felépítése, részei
A legtöbb boly járatokból és kamrákból áll. A talaj- és dombfészkek közös jellemzője, hogy a járatok többé-kevésbé függőlegesek, a kamrák többé-kevésbé vízszintesek.

### A fészek hőszabályozása
A hőszabályozás fő eszköze a boly természetes szellőztetése. Ha odabent túl meleg van, a hangyák kitágítják a kijáratokat, és szükség esetén újabbakat is nyitnak a légforgalom javítására. Az éves hőingással összhangban, bár annak mértékét jelentősen csökkentve a bolyban nyáron melegebb van, mint télen. A tavaszi felfűtés jellegzetes művelete, hogy a hangyák elhagyják a bolyt, a napon sütkérezve felmelegszenek, majd visszatérnek, és leadják a hőt (Urania, 104. old.).

## Táplálkozásuk
Egyes fajaik különféle állatokkal, illetve növényekkel építenek ki tartós kapcsolatot, amelynek jellege a klasszikus szimbiózistól a rabszolgatartásnak nevezett egyenlőtlen állapotig terjedhet, a két típus között folyamatos átmenettel.
A hangyák tápláléka fajok szerint nagyon különböző, állati, növényi eredetű vagy gomba. Nagyon kedvelik az édes, cukros anyagokat.
Bár vannak táplálékspecialista fajok, a legtöbb hangya generalista ragadozó, dög- és mézharmatfogyasztó. Mivel készletigényük hasonló, a többi fajét jelentős mértékben átfedi, ezért gyakoriak az egyes hangyafajok konfliktusai. Ennek eredményei a hangyafajok dominancia hierarchiái. A hierarchia csúcsát a domináns fajok foglalják el, a rangsor alján elhelyezkedő az úgynevezett szubordinált fajok található. A hierarchia nem mindig lineáris; egyes élőhelyeken intranzitív hálózatok alakulnak ki (A faj domináns B felett, B a C felett, C pedig az A felett – Lőrinci).

### Ragadozók, gyűjtögetők
A vadászó fajok sok egyed egyesült erejével termetükhöz képest óriási hernyókat és rovarokat ejtenek el, hogy puha részeiket elfogyasszák. Az erdei vöröshangyák (Formica rufa) fészkük környékén elpusztítanak minden, a növényekre káros rovart, és ezzel a hangyaboly közelében álló fákat teljesen megmentik a rovarkároktól. A megfogott zsákmányt a hangyák nem mindig cipelik haza, azt gyakran a helyszínen feldarabolják, és meg is eszik, amiről erdeinkben a földön heverő szarvasbogarak és cincérek üres kitinvázai tanúskodnak. Az így felvett tápláléknak csak kis részét emésztik meg, a többit megőrzik begyükben, és hazaviszik az otthon dolgozóknak és a fiasításnak. Ugyanígy szállítják haza a mézet, a levéltetvek által ürített mézharmatot és a vizet is. Ezekkel az anyagokkal néha úgy megtöltik a begyüket, hogy potrohgyűrűik teljesen széttolódnak. Ha egy ilyen jóllakott hangya hazaérkezve egy éhessel találkozik, akkor az néhány jellemző csápütéssel értésére adja a jóllakottnak, hogy éhes. Erre a jóllakott felemeli a fejét, és némi táplálékot öklendezik vissza. Az éhes hangya általában addig kér enni, amíg jól nem lakik, de időnként felesleget is felvesz, hogy azt a királynőnek vagy az éhes lárváknak adja tovább.
A tisztán ragadozó (ragadozó–dögevő) életmód nagyon ritka; többnyire gyűjtögetéssel párosul. A tisztán ragadozó taxonok közül a legismertebbek a vándorhangyák és a nomádhangyák.
Az évszakonként változó mennyiségű táplálékot kínáló környezetben élő fajok többsége a bőség idején készleteket halmoz fel a szűkösebb időkre (amint erre Jean de La Fontaine A tücsök és a hangya című meséje is utal). Az ilyen felhalmozás szélsőséges példái (Urania, 305. oold.) a Pogonomyrmex nem észak-amerikai fajai és a maggyűjtőhangyák (Messor spp.).
Számos hangyafaj fő tápláléka a levél-, kéreg- és pajzstetvek által termelt, édes, cukrot és más tápláló anyagokat tartalmazó mézharmat. A hangyák a levéltetveket alkalmasint „megfejik”, azaz csápjaikkal ütögetik és ezzel mézharmat kiválasztására késztetik őket.

### Növényevők
Egy gombaevő faj kivételével a maggyűjtő hangyák kizárólagos táplálékai tápnövényeik magvai.

### Különlegesen táplálkozók

#### Levélvágó
A levélvágó hangyák bolyaikban gombákat tenyésztenek a hazahordott levelekből azok számára készített táptalajon.

#### Mézgyűjtő
A mézgyűjtő hangyák fő tápláléka félrevezető megnevezésüktől eltérően nem a méz, hanem a mézharmat.
A Mexikó Oaxaca államától Brit Columbiáig elterjedt mézesbödönhangyák közül a legismertebb az Oaxaca és Idaho között élő mexikói mézesbödönhangya (Myrmecocystus mexicanus). A  mézharmatot jellemzően tölgyfák gubacsairól gyűjtik, és az összegyűjtött nedvet „élő bödönökben” őrzik meg szűkösebb időkre. Ehhez egyes, erre szakosodott dolgozóik közösségi gyomra eredeti méretének sokszorosára nő. A föld alatti éléskamrák mennyezetén sűrűn egymás mellett függnek az élő mézesbödönök: a(z előemésztett) mézharmattal megtöltött, mozgás- és munkaképtelen dolgozók, amelyek hónapokig várják azt az időt, amikor a táplálékot vissza kell öklendezniük.

#### Állattenyésztő
A borostyánhangyák mélyen a földbe ásott fészkeikben a növények gyökerein élősködő levéltetveket tenyésztenek. Gyakorlatilag egyetlen táplálékuk az azok által termelt mézharmat. A felszínre ritkán merészkednek ki.

## Munkamegosztás a bolyban
Az épített fészkek anyagát a dolgozók hordják össze. Az élelemszerzés gondja is a dolgozókat terheli, egyenként és néha egész csapatokban vonulnak a táplálékért.
Különös figyelemmel gondozzák utódaikat. A megzavart, megbolygatott fészekből a dolgozók elsősorban a lárvákat és a bábokat próbálják biztonságba helyezni. A háborítatlan fészekben is állandó a munka: a petéket és a különböző méretű lárvákat gondosan osztályozva külön kamrákban helyezik el, és rendszeresen (adott esetben napszakonként) áttelepítik őket aszerint, hogy az edott a fejlődési stádiumban milyen meleg vagy nedvességtartalom kedvez nekik. A közösség fennmaradásának egyik legfontosabb feltétele az egyéni és a köztisztaság. Az önálló higiénére képtelen lárvákat a dolgozók nyalogatják, hogy eltávolítsanak róluk minden piszkot, gombaspórát stb.
A fészek karbantartásáról a következőket írja Szabó-Patay József (Brehm1933):
„Különösen a földfészkek lakóinak ad sok munkát a folyosók és a kamrák tisztántartása. Nagyon száraz, meleg időben a fészek felső részében lévő járatok falai repedeznek és törmelék válik le róluk, amely az utat egészen elzárhatja. Eső alkalmával pedig a fészek felső része teljesen szétázik. Egy ilyen eső után figyelhetjük meg legjobban a fészek újraépülő részének kitakarítását. A fészek belsejében serényen munkálkodókat, amint az összerombolódott falakat hozzák helyre, nem láthatjuk, látunk azonban a fészek nyílásaiban egymás nyomában megjelenő hangyákat, melyek rágóik közül apró rögöket raknak le a kijáró elé. Ezek a hangyák az építkezésnél feleslegessé vált törmeléket, szemetet hordják ki a fészekből.”
„Ugyanilyen célú munkálkodást láthatunk fákban, száraz fatönkökben lakó hangyáknál. A mi hangyáink közül ilyen a nagy szürke lóhangya (Camponotus vagus). Érdekes munkájukra többnyire a fészkük előtt emelkedő fehér halom, mely fűrészporhoz hasonló farészecskékből áll, hívja fel figyelmünket. A halom fölött csakhamar szemünkbe ötlik a fészek nyílása, mert észrevesszük, hogy a nyílásban egyenként megjelenő hangyák hullatják rágójuk közül azokat a kis farészeket, amelyek a fehér halmot alkotják. A fa belsejében a folyosók meghosszabbításán fáradozó dolgozók hatalmas rágókkal szakítják ki ezeket a faszilánkokat, amelyeket aztán a tisztaságra ügyelők vesznek át, hogy azt mint alkalmatlant, a fészekből kidobják.”
„A hangyáknak sokat emlegetett „hídépítmény”ei is ugyanezen elv alapján épülnek; t. i. a hidak úgy jönnek létre, hogy az előttük álló akadályt törmelékkel tömik be. Végignézhetünk egy ilyen hídépítést bármikor, hogyha a hangyák megszokott útját valamilyen ragadós anyaggal megszakítjuk. Legalkalmasabban végezhetjük ezt a kísérletet egy olyan fán, amelynek lombján élő tetvek váladékával táplálkoznak a fa közelében fészkelő hangyák. A fa derekán keskeny úton, szorosan egymás mellett vonulnak föl-le az éhesek és a jóllakottak. Ha egy ilyen fát valamilyen ragadós anyaggal körben bekenünk, s így útjukat elvágjuk, a kettévágott sor mindkét oldalán első pillanatra nagy zavar keletkezik. A hangyák elhagyják megszokott útjukat, hogy a fa más részén keressenek átjárást. A ragadós gyűrű alsó részén rekedtek, miután látják, hogy nincsen sehol átjárás, visszatérnek a földre. Kis idő múlva pedig már láthatjuk, hogy a földről visszatérők mindegyikének egy kis rög, levéltöredék, vagy száraz fűdarab van a rágója között. Ezeket a ragadós akadályhoz érve, maguk elé rakják. Ily módon száraz lábbal mindinkább előre jutnak, s így csakhamar járható út jön létre, amelyen most már ismét elkezdődik a vonulás föl és alá.”
„A hangyák azonban nemcsak fészkük és útjaik tisztaságára fordítanak nagy gondot, hanem saját testükre is ügyelnek. Nem is csoda, hiszen összes fontos érzékszervük (tapintószőrök, szaglógödrök) testük külső kemény vázán elhelyezettek. Ezeket munka közben könnyen belepheti a por, a táplálék megszerzése közben mocsok tapadhat rájuk, ami pontos működésüket megzavarja, esetleg egészen megszünteti. Tisztálkodnak is a hangyák, amikor csak tehetik. Testükön minden elérhető részt tisztára nyalnak, miközben a legkülönbözőbb állásokat foglalják el, hogy testük egyes részeihez jobban hozzáférhessenek. Az elérhetetlen helyeket kölcsönösen tisztítják meg. A nőstény körül állandóan van egy csoport munkás, amely testének tisztántartására ügyel. Legfontosabb szervük, a csápok tisztogatására egy érdekes készülék szolgál. Ennek a készüléknek, mely az első lábpáron fejlődött ki, két jelentékeny része van, a „fésű” és a „kefe”. A fésű tulajdonképpen nem más, mint a lábszár kiszélesedett tüskéje, amely a lábfej felé néző oldalán fésűszerűen behasadozott. Vele szemben a lábfej első ízének kissé behorpadt részén, egy sor szőr van: a kefe. Ennek a készüléknek a segítségével tisztítja meg időnként a hangya a csápját, mégpedig úgy, hogy a befenődött csáp tövét a fésű és a kefe közé veszi, a lábfej első ízével a fésűhöz szorítja s közöttük végighúzza. Ezt az eljárást mindaddig ismétli, míg a csápról minden piszok levonódik. A kefe tövében elhelyezett mirigy is tulajdonképpen a készülékhez tartozik. Ez arra való, hogy ragadós váladékot ömlesszen a kefe sertéi közé, amelyekhez így a legkisebb porszemek is odaragadnak. A befenődött készüléket a rágók segítségével tisztítja meg a hangya. Közöttük húzogatja végig egynéhányszor, hogy a csomókba összeállott piszkot róla leválassza.”

## Hangyafajok, illetve bolyok kapcsolatai
Bár vannak hangyaevő állatok (ezekről A hangyák ragadozói fejezetben lesz szó), ezek érdemben nem képesek a hangyák népességét szabályozni. Evolúciós sikerük annyira egyértelmű, hogy legfontosabb ellenségeik maguk is hangyák. Általánosságban azt mondhatjuk, hogy a hangyafajok – sőt, az azonos fajú hangyák különböző bolyainak – kapcsolata „alapból” ellenséges. A kivételek fontosabb típusaival külön-külön foglalkozunk.
Az egyes fajok, illetve bolyok folyamatosan vetélkednek – leginkább a táplálékért és az alkalmas fészkelő területekért. Általános szabály, hogy minél kevésbé hasonlít két faj megjelenése, viselkedése és életmódja, annál jobban elviselik egymást.
E. O. Wilson táplálkozási viselkedésük alapján a hangyafajok három típusát különbözteti meg. Vannak:
- a táplálékforrást igen hamar, jóval a többi faj előtt felfedező és kiaknázó, de egyébként félénk opportunisták,
- a táplálékforrást lassabban felfedező, de oda sok dolgozót összpontosító, azt más fajoktól agresszívan védelmező úgynevezett „exstirpálók” és
- a domináns fajok által monopolizált táplálékforráson szórványosan megjelenő, arról a táplálékot észrevétlenül elcsenni igyekvő „beférkőzők”.

### A bolyok términtázata és annak okai
Számos kutató megállapította már, hogy a talajszinten lakó hangyafajok fészkei egy élőhelyen belül meglehetősen egyenletesen oszlanak el. Ez jelentősen csökkenti a tápterületek, ill. territóriumok átfedéseit és ezzel minimalizálaa a bolyok konfliktusait – különösen, ha a fészkek viszonylag sűrűn helyezkednek el.
Az egyenletes términtázat kialakulása számos ok eredménye. Ilyen lehet:
- az alkalmas fészkelőhelyek szabályos térbeli eloszlása,
- az érett kolóniák területén kolónia alapításával kísérlő nőstények megölése vagy elűzése,
- a kisebb és/vagy fiatalabb kolóniákat a nagyobbak elpusztíthatják vagy elűzhetik,
- a fiatalabb kolóniák kipusztulhatnak, ha a készleteket szomszédok „kimerítik”,
- az „átfedő” területekért a bolyok megharcolnak,
- egyes kolóniák elköltöznek a veszélyesnek tűnő idegen bolyok közeléből (Lőrinczi, 11. old.).

### A fajok kapcsolatait befolyásoló tényezők
Eltérő viselkedésük, kommunikációjuk és agresszivitásuk miatt a hangyafajok között hierarchikus viszonyok alakulnak ki. E hierarchia és az egyes bolyok a szociális szerveződése alapján a hangyafajokat három viselkedési típusba sorolják:
- A territoriális fajok dolgozói egy territóriumot védenek a fészek körül, méghozzá nemcsak az idegen fajok, de saját fajuk rivális kolóniái ellenében is.
- Az agresszív (encounter) fajok nem territoriálisak, viszont agresszívan védik táplálékforrásukat, az ahhoz vezető ösvényt és persze magát a kolóniát.
- A legalacsonyabb szinten álló, úgynevezett szubmisszív fajok lehetőleg elkerülik a többi faj dolgozóit, és csak fészküket védelmezik agresszívan.

A territoriális fajok kolóniái nagyok. Fészküket és tápterületüket agresszívan védelmezik, a táplálékforrást tömegesen megjelenve monopolizálják. Ezek a domináns fajok gyakorlatilag kizárják egymást. Típusosan ilyenek a vöröshangyák (Formica (Formica) spp.), a szövőhangyák (Oecophylla spp.) és a szivárványhangyaál (Iridomyrmex spp.).
Az agresszív fajok kolóniái középméretűek. Fészkükön kívül táplálékforrásaikat is agresszívan, viszonylag sok egyeddel védelmező, szubdomináns (más néven: „ütköző”) fajok. Típusosan ilyenek a feketehangyák (Lasius spp.), a busahangyák (Pheidole spp.) és a a gyepihangyák (Tetramorium spp.).
A szubmisszív fajok kolóniái kicsik. Félénkek, a többi fajt általában kerülik. Védelmezni legfeljebb a fészküket hajlandóak. A táplálékforráson kevés dolgozójuk jelenik meg. Típusosan ilyenek a rabszolgahangyák (Formica (Serviformica) spp.), a törpehangyák (Plagiolepis spp.), és a kéreghangyák (Temnothorax spp.).
A territoriális és az agresszív fajok könnyen keveredhetnek összetűzésekbe, amiért együttes előfordulásuk ritka. Azokon az élőhelyeken, amelyekről a domináns fajok teljesen hiányoznak, szerepüket gyakran valamelyik agresszív faj veszi át (Lőrinczi).
A szubmisszív fajok együtt élhetnek az erősebb fajokkal. Azokon a foltokon lehetnek fontosak, amelyeken a domináns faj jelenléte gyengébb, máshol ugyanis nem jutnak elég táplálékhoz. A rabszolgahangya fajok (Formica (Serviformica) spp.) gyakran élnek a territoriális fajok közelében, ugyanis ez utóbbiak megvédhetik őket a rabszolgatartó fajok portyázóitól. Mivel ezek többnyire a táplálék felderítésében jeleskedő félénk opportunisták, a kevésbé hatékonyan felderítő domináns fajoknak gyakran megéri őket egy bizonyos szintig megtűrni az általuk uralt területen, mivel így ezek dolgozóit követve hamarabb jutnak az új lelőhelyekhez, mintha maguk próbálkoznának azok felkutatásával – ez az úgynevezett dominancia-forrásfelfedezés trade-off (Lőrinczi).
A fajok kapcsolatait hajlamaik mellett befolyásolja számos külső tényező is, például:
- a hőmérséklet,
- a kolonizációs képesség
- a páratartalom,
- a paraziták és
- a ragadozók,
- az élőhely szerkezete,
- a készletek tulajdonságai stb. stb. (Maák).

A hőmérséklet az alapja egy másik, a fajok együttélését segítő csereviszonynak. Az ún. dominancia-hőmérsékleti tolerancia trade-off lényege, hogy a szubordinált, de extrém meleg- (termo-), illetve hidegtűrő (kriofil) fajok fajok a hőmérséklet lényegesebb tágabb tartományában is képesek, illetve hajlandóak aktívan táplálékot gyűjteni, mint a dominánsak, így nem kell találkozniuk azok harcias dolgozóival. Ez a csereviszony erősen élőhelyfüggő; kialakulására leginkább az olyan nyílt, száraz élőhelyeken számíthatunk, ahol nagy a napi hőingás (Lőrinczi).
A kolonizációs képesség lényege, hogy a szubordinált fajok királynői a domináns fajokéinál hatékonyabban foglalják el az alkalmas fészkelőhelyeket.
A természetes ellenségekre érzékenység a szubordinált fajokat juttathatja előnyhöz a gazdaspecifikus parazitoidok támadásának kitett domináns fajokkal szemben.
A táplálkozási hatékonyság lényege, hogy a domináns fajok sok időt és energiát fordítanak az agresszív viselkedésre, míg a szubordinált fajok ezeket megspórolják (Lőrinczi).
Távlatilag a növénytársulásokhoz hasonlóan a hangyaközösségek között is egyfajta egyensúly alakul(hat) ki. A hierarchia csúcsán álló domináns fajok a legjobb élőhelyeket lakják be, a kevésbé harcias szubordinált fajok pedig azokon a zavart vagy stresszes élőhelyeken válnak meghatározóvá, amelyekről az előbbieknek megfelelően a domináns fajok jórészt hiányoznak.
Az egyes fajok viszályának elkerülését megkönnyítheti azok térbeli elkülönülése. Főleg a trópusokon és mediterrán éghajlaton fordulnak elő jellemzően arboreális, illetve avarlakó fajok. Ha a territoriális fajok így elkülönülnek, akkor úgynevezett „hangyamozaikok” alakulnak ki. A mozaik egyes darabjaiban (jellemzően a növényzet egyes szintjein) az egymással át nem fedő territóriumot ellenőrző, azok készleteket nagyban monopolizáló domináns fajok és a velük különböző mértékben együtt élő szubordinált fajok együttesei váltják egymást (Lőrinczi, 10–11. old.).
Hasonló az időbeli elkülönülése – ennek lényege, hogy az egyes hangyafajok más-más napszakban stb. aktívak, ezért találkozásuk és konfliktusaik esélye jelentősen lecsökken (Lőrinczi 12. old.).
Ha egy területen több, hasonló igényű hangyafaj él együtt, akkor ezeket egy típusnak tekintve az adott típus eloszlása lesz egyenletes, miközben véletlenszerű, hogy a minta egy-egy „rácspontjában” melyik faj telepszik meg. Ilyenkor az adott típus fészkeinek távolsága többé-kevésbé állandó, míg a típuson belül az egyes fajoké meglehetősen változékony. Ha viszont ha az egyes fajok tápterületének mérete hasonló, de az egyes fajok ökológiai igényei eltérőek, akkor a fő szervező erővé a fajon belüli kölcsönhatás lép elő, minél fogva mind az összes fészek, mind az egyes fajok fészkeinek térbeli eloszlásása többé-kevésbé egyenletes lesz, miként az egyes fajok fészkeinek távolsága is (Lőrinczi 11–12. old.).

### Szociálparazita hangyák
Egyes hangyafajok fiatal királynői el tudják foglalni valamely azonos vagy rokon faj fészkét. A behatoláshoz először (a kiszemelt fészek anyagából vagy dolgozóitól) megszerzik az adott boly azonosító illatanyagát – ezután a dolgozók beengedik őket a fészekbe. Ott megkeresik és megtámadják a boly (addigi) királynőjét. A dolgozók a győztest elfogadják királynőjüknek, a vesztest tápanyagnak hasznosítják. Ez a viselkedés jellemző például az erdei vöröshangyára (Formica rufa).

#### Időleges szociálparazitizmus
Az időszakos szociálparazitizmus a fészekfoglalásnak az a módja, amelynek átmeneti szakaszában a fészekben együtt dolgoznak az azt régebben lakó és az újonnan betelepült faj dolgozói (Tartally).
A feketehangya fajok (Lasius spp.) a békés kisajátítást részesítik előnyben, és ehhez olyan fészkeket keresnek, amelyeknek nincs királynője (a leggyakrabban azért, mert öregkori végelgyengülésben meghalt). A fentiek értelmében rokon fajok fészkeibe is hajlamosak betelepedni, így például a csillogó fekete kartonépítő fahangya (Lasius fuliginosus) átveszi a berki borostyánhangya (Lasius umbratus) fészkeit,
a berki borostyánhangya (Lasius umbratus) viszont
- a közönséges feketehangya (Lasius niger) és
- a rozsdáshátú feketehangya (Lasius brunneus)

fészkeibe települ be. Ennek egy változataként a rabszolgatartók elkergetik az idős dolgozókat és az ivarosokat, így csak a frissen kikelt dolgozók vesznek részt rabszolgaként az idegen fajú hangyák felnevelésében (Maák). A rabszolgatartók felcseperedésével és a rabszolgák kihalásával az ilyen boly kitisztul.
Szabó-Patay József megfigyelései szerint Magyarországon ilyen életvitelű a pirosfejű vöröshangya (Formica truncorum) – (korábban: pirosfejű rabszolgatartóhangya, Formica truncicola), amelynek lehetséges gazdafajai a kormos rabszolgahangya (Formica fusca) és a vörös rabszolgahangya (Formica rufibarbis); a fészek kitisztulásának ideje nagyjából három év.

#### Tartós szociálparazitizmus
Ha a betelepülők valahogyan pótolják a megszállt boly dolgozóit, akkor tartós szociálparazitizmusról beszélünk. Ennek több válfaját különböztetjük meg (Maák).
1. Az inkvilinizmus lényege, hogy a betelepült királynő gyakorlatilag nem hoz létre saját dolgozókat, hanem az ivarosok előállítására specializálódik. A típuson belül:
1.a) gazdakirálynő-toleráns és
1.b) gazdakirálynő-intoleráns fajokat különböztetünk meg.
Az előbbiek együtt élnek az anyakirálynővel és annak petéi közé csempészik be a sajátjaikat, az utóbbiak vagy királynő nélküli fészkeket foglalnak el, vagy a foglaló királynő a gazdakolónia királynőjét és dolgozóit használja fel ivaros utódainak létrehozására – ez a szociálparazitizmus egyik leggyakoribb típusa, ezt teszi a legtöbb ismert szociálparazita faj.
2. A rabszolgatartás, avagy dulózis lényege, hogy a betelepülők dolgozói időnként lárvákat vagy bábokat rabolnak, hogy felfrissítsék a rabszolgaállományt, ezért a kolóniában mindig vannak foglalók (rabszolgatartók) és rabszolgák is.
Két típusa a fakultatív és az obligát rabszolgatartás.
2.a) A fakultatív rabszolgatartó fajok dolgozói el tudják látni a legfontosabb feladatokat, de folyamatosan törekszenek a rabszolgák pótlására. Ha ez sikeres, a rabszolgatartó dolgozók „leépülnek” mivel munkájukat a rabszolgák látják el.
A hazai fajok közül fakultatív rabszolgatartó a vérvörös rablóhangya (Formica sanguinea) (régebben: vérpirostorú rablóhangya). Ennek megtermékenyített nősténye betelepül a kormos rabszolgahangya vagy vörös rabszolgahangya fészkébe, és ott vagy rögtön megöli a királynőt (Urania, p. 303), vagy egy ideig annak petéi közé csempészi a sajátjait, és csak az első „saját” dolgozók felcseperedése után öli meg azt. A bolyban egyeduralkodóvá válva úgy gondoskodik a rabszolgák utánpótlásáról, hogy dolgozói nagy túlerőben lerohanják a kiválasztott rabszolgahangya-bolyt, és elrabolják onnan a bábokat. „A rablóhangya munkásai szervezetileg még teljesen egyenlő értékűek a rabszolgákkal, ami eléggé kitűnik akkor is, ha csak legfontosabb műszerüket, a rágójukat vesszük figyelembe. A rágók szerkezete ugyanolyan, mint a rabszolgáké, azaz lapát alakú és erősen fogazott s minden munka elvégzésére alkalmas. Szükség esetén a rablóhangya államát fenn tudja tartani rabszolgák nélkül is. Tehát a két faj együttélése még független” – írja a jeles megfigyelő Szabó-Patay József. Ugyanő 1915 őszén három faj együttélését is leírta: a rablóhangya nemcsak a vörös rabszolgahangya (Formica rufibarbis), de a rendszertanilag ezektől távolabb álló (bár ugyancsak a vöröshangyaformák közé tartozó) szurokfekete mézesbödönhangya – korábban: szurokfekete homoki hangya (Myrmecocystus cursor) – bolyaiból is rabolt bábokat, hogy rabszolgásítsa azokat. Úgy vélte, ez amiatt lehetett, hogy a rablóhangya fészkéhez közel nem volt elég rabszolgahangya fészke, ezért fanyalodott az a mézesbödönhangyákra.
2.b) Az obligát rabszolgatartó fajok dolgozói életképtelenek a rabszolga faj egyedei nélkül, ugyanis rágóik az ellenség elpusztítására és a bábok cipelésére specializálódtak. Mivel az obligát rabszolgatartó dolgozók önállóan képtelenek ivadékaikat felnevelni, az ilyen együttélésben a rabszolga faj képes csökkenteni a betelepült rabszolgatartó kolónia méretét (a fiatal királynők számát) azok lárváit és bábjait pusztítva vagy akárcsak a gondoskodás mellőzésével is.
A Magyarországon is honos rabszolgatartó amazonhangya (Polyergus rufescens) rágója ár alakú: belső szélén hiányzik a különböző munkákra alkalmas, lapát alakú kiszélesedés. A hegyes rágó kizárólag az ellenfelek kitinpáncéljának (fejének) átdöfésére alkalmas – de arra nagyon. Szervezete annyira a harcos élethez alkalmazkodott, hogy nemcsak az ivadékok gondozására képtelen, de királynője még táplálkozó ösztönét is elvesztette: ha a rabszolgák nem etetik, éhen pusztul akkor is, ha ott áll előtte a táplálék Urania, p. 303.). Ez a faj is elsősorban a kormos rabszolgahangya (Formica fusca) és a vörös rabszolgahangya (Formica rufibarbis) bábjait rabolja, illetve fészkeit foglalja el.
Szabó-Patay József 1926-ban Gömör megyében mutatta ki, hogy a nálunk ritka (gyaníthatóan jégkorszaki maradványfaj), de Észak-Európában gyakori közönséges martalóchangya (Harpagoxenus sublaevis) ugyancsak rabszolgatartó; szolgának rendszerint a sötétfejű berkihangyát (Leptothorax muscorum) használja. Életmódja nagyon hasonlít a rabszolgatartó amazonhangyáéhoz, bárrabszolgavadászatuk ritkább, mint az amazonhangyáké. Új bolyokat úgy alapít, hogy a megtermékenyített nőstény(ek) benyomul(nak) a berkihangya fészkébe, megöli(k) annak királynőjét, és elűzi(k) a dolgozókat. Mivel valamennyi bábot felnevelik, a kevert kolóniában a segítőhangya hímje és nősténye is kifejlődhet, ami a rabszolga fajoknál nem szokás.”

### Élősködő hangyák
Szabó-Patay József (Brehm1933) szerint egykor mindkét élősködő hangyafajunk:
- a sárga betyárhangya (régebben: sárga élősködőhangya Strongylognathus testaceus) és
- a satnya gyepihangya (Tetramorium atratulum, régebben satnya élősködőhangya, Anergates atratulus)

is rabszolgatartó volt.
A sárga betyárhangya (Strongylognathus testaceus) szervezete erősen emlékeztet az amazonhangyákéra, de gyengesége miatt (ár alakú rágójának dacára) gyakorlatilag harcképtelen. Eltartója a nyugati gyepihangya (Tetramorium caespitum). Azt, hogy ősei rabszolgatartók voltak, jól mutatja, hogy közeli rokona, a Dél-Európában élő Strongylognathus huberi ma is így él.
Az élősködés végső fokára jutott el az önálló életre teljesen alkalmatlan satnya gyepihangya (Tetramorium atratulum, régebben Anergates atratulus); ennek eltartója is a gyepihangya (Tetramorium spp.). Dolgozói egyáltalán nincsenek. Neoténiásan elkorcsosult hímje egész életében lárva marad.

### Kolóniák háborúi

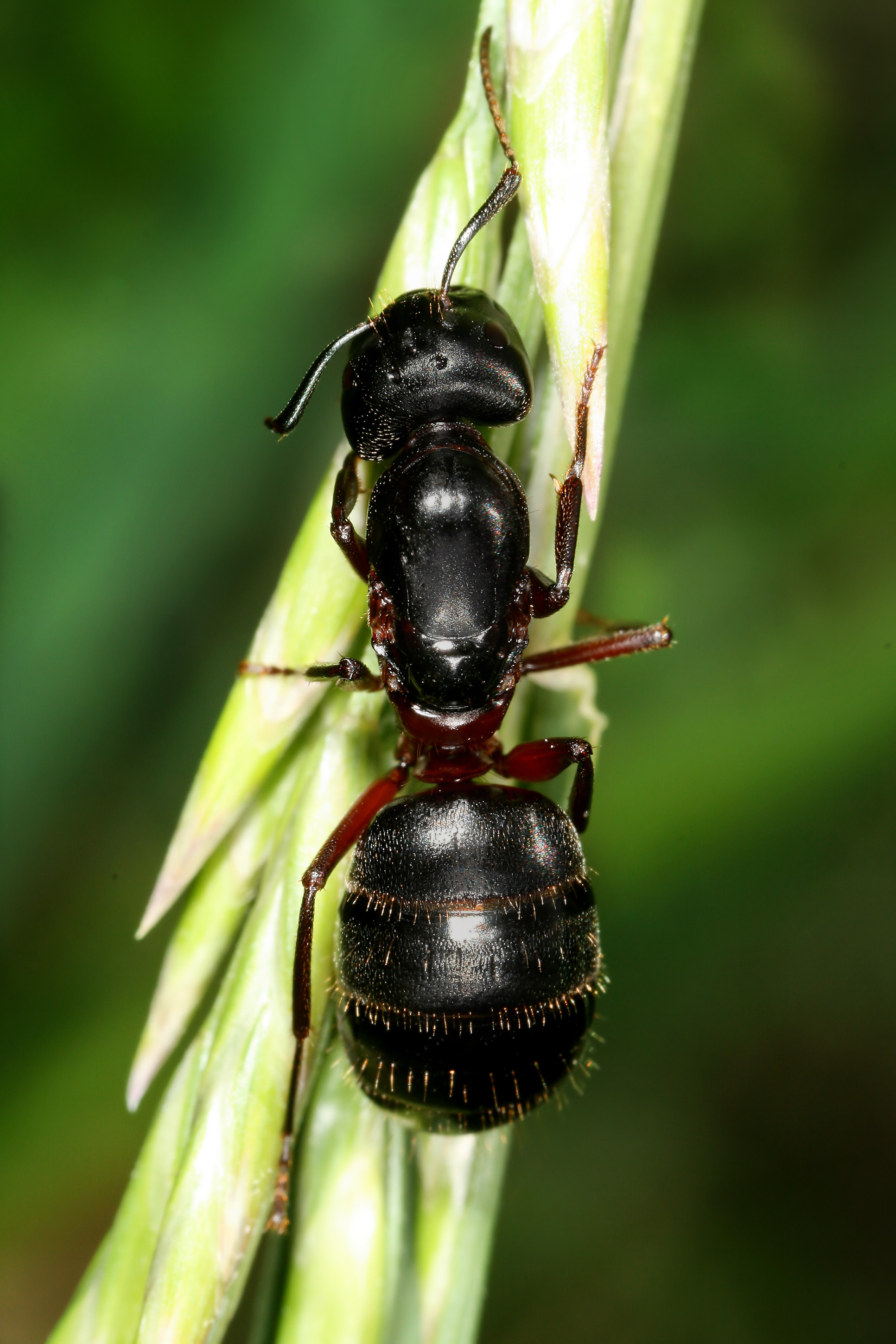
Barnatorú lóhangya, más néven óriás faodvasító lóhangya (Camponotus herculeanus)

Az egymással csatázó hangyák bámulatos akaraterőről és személyes bátorságról tesznek tanúságot. Az ilyen csatáknak sokszor határvillongás az oka. Minthogy az állam népessége állandóan szaporodik, a mind nagyobb számban kiküldött élelemszállító hangyák könnyen olyan területre kerülnek, amelyek idegen hangyák vadászterülete, s ilyenkor mindjárt kész az összeütközés. Gyakran két idegen hangyafaj, amelyeknek elkülönített vadászterületük van, fészkel ugyanazon kő alatt, azonban a két fészket választófal határolja el. Ha a választófal a kő felemelésekor összeomlik, rögtön kitör a háború. Félelmetes elkeseredettséggel rohan ilyenkor egymásnak a két ellenség. Rángatják, harapják egymást, s dühödten döfnek fullánkjaikkal, vagy méreggel fecskendezik be egymást, úgyhogy csakhamar halottak és sebesültek borítják a csatateret. Egy ilyen előzetes csata után néha békét kötnek és megszokják, hogy egymás mellett éljenek.

### Kolóniák együttélése
Előfordul, hogy hangyakolóniák barátságosan egymás mellett élnek anélkül, hogy térben elkülönülnének egymástól. Az együttélésnek ez a formája az úgynevezett parabiózis. A különböző fajú hangyák együttélésének karakteres példái Kolumbiában a szívhangya-rokonúak (Crematogastrini) közé tartozó Cremastogaster parabiotica és a Dolichoderus debilis faj közös bolyai. A két faj külön kamrákban neveli fiasítását, az ezeket összekötő járatokat viszont közösen használják. A lakóközösség védelme a nagyobb és harcképesebb lóhangyák feladata, a szívhangyák az élelem felkutatására szakosodtak. Siker esetén nyomot hagynak, és a táplálékot a két faj dolgozói közösen cipelik be a fészekbe (Foitzik–Fritsche, 89. old.)
Kevésbé ártatlan formája az együttélésnek a lesztobiózis. A nálunk is élő, alig 2 mm-es, halványsárga tolvajhangya (Solenopsis fugax) jóval nagyobb termetű hangyafajok – lóhangya (Camponotus spp. ), maggyűjtő hangya (Messor spp.) – bolyai mellé települ úgy, hogy keskeny járatai beletorkoljanak a nagyobb hangyák alagútjaiba. Ezeken a tolvajutakon jár be szomszédaihoz, hogy megdézsmálja azok petéit, sőt a lárvákat is. A tolvajokat nehéz elfogni, mert könnyen elsurrannak a nagyobb hangyák lába között anélkül, hogy azok észrevennék őket. Hasonló módon boldogulnak az afrikai és indiai bálványhangyák (Carebara spp.) a termeszek fészkeiben. Az utóbbiak arról is nevezetesek, hogy barna színű nőstényeik igen nagyok: majdnem hússzor akkorák, mint a sárga színű kis dolgozók.
A tolvajhangyáknál sokkal becsületesebbek a vendéghangyák, amelyek önálló kolóniája idegen hangyafajok fészkében foglal helyet anélkül, hogy vendéglátó gazdát megrabolná. Ezek mindig másfajú hangyák közé telepednek le és kolóniájuk valóságos állam az államban (xenobiózis). A legismertebb közülük a nálunk is élő, 2,5–3 mm hosszú közönséges vendéghangya (Formicoxenus nitidulus). Ennek karcsú teste fénylő barnássárga, potrohnyele kétízű. Kis, alig 100 tagú kolóniáját a nagyobb termetű erdei vöröshangya (Formica rufa) bolyában építi ki. Gazdáik mit sem törődnek törpéikkel.
A vendéghangya engedékeny és nyugodt, aminek köszönhetően a törpe vendégek büntetlenül élhetnek az erdei vöröshangya bolyában, ahol egyenletes hőmérsékletű otthonhoz és bőséges táplálékhoz jutnak. Életük, akár a többi vendéghangyáé a gazdáéhoz kötődik. Ha az erdei vöröshangyák lakást változtatnak, vendégeik is az új helyre cipelik egymást és fiasításukat.

## A hangyák és más élőlények
A hangyák több mint 50 növénycsalád közel 500 fajával, több ezer különböző ízeltlábú fajjal, illetve számos gombával és mikroorganizmussal állnak változatos jellegű, életvitelszerű kapcsolatban. Emellett mintegy 54 családból 2000-nél is több olyan ízeltlábú fajt ismerünk, amelyek testalkata, mintázata és/vagy viselkedése a hangyákat utánozza.
(Lőrinczi).
A hangyák élőhelyükön a hagyományos ragadozó–préda kapcsolatokon kívül többféle egyéb típusú kapcsolatot alakítottak ki más állatfajokkal. Egyesekkel a bolyon kívül portyázva–gyűjtögetve találkoznak, de ebbe a csoportba soroljuk azokat az eseteket is, amikor valamely ellenségük kívülről támad a hangyabolyra.
Más állatokkal bolyaikban élnek együtt. Egyes hangyafajok haszonállatokat tartanak, másokon paraziták élősködnek – és e két szélsőség között a valamennyire mindkét fél számára előnyös (vagy legalábbis nem hátrányos) kapcsolatok tarka sokasága alakult ki.

### A bolyon kívül
Bolyaikon kívül a hangyák mint ragadozók, zsákmányállatok vagy szimbionták szerepelnek.

#### A hangyák zsákmányállatai
A ragadozó hangyafajok főleg más ízeltlábúakra vadásznak. A ragadozó rovarok legnagyobb egyedszámú csoportjaként nagyban szabályozzák a többi ízeltlábú elterjedését és populációdinamikáját (meggátolják a növényevő rovarok felszaporodását, majd populációik összeomlását. Azzal, hogy elpusztítják zsákmányállataikat és azok lárváit, védik az velük konkurens ízeltlábúakat és azok élőhelyeit (ELENA, 8. old.).

#### A hangyák ragadozói
Számos nagyobb állat egészíti ki az étrendjét hangyákkal, főleg a rovarevők. Több faj – főleg az emlősök közül – kimondottan hangyaevésre (illetve hangya- és termeszevésre) specializálódott.
Több énekesmadár (Passeriformes), valamint a zöld küllő (Picus viridis) és a hamvas küllő (Picus canus) főleg az imágókat eszi, a nyaktekercs (Jynx torquilla) pedig főleg a bábokat. Sokszor a medvék is belenyalnak a mancsukkal szétkotort hangyabolyokba a fiasításért. Több emlős is hangyákra specializálódott, mint például a
sörényes hangyász és a hangyászsün. Télen egyes harkályok is főleg hangyát esznek. Általában elmondható, hogy ha egy erdőben sok hangya él, akkor ott sok a madár is (ELENA, 8. old.)
Magyarországon ismertebb hangyaevők:
- hangyászpikkelyke (Atelura formicaria),
- a hangyalesőfélék (Myrmeleontidae) közül:
  - hangyafarkas (Myrmecaelurus trigrammus),
  - közönséges hangyaleső (Myrmeleon formicarius),
- a hangyásztücsökfélék (Myrmecophilidae),
- sárga hangyabogár (vastagcsápú hangyász-tapogatósbogár, Claviger testaceus),
- a hangyaboglárka fajok (Phengaris spp., korábban: Maculinea),
- hangyászmadárfélék (Thamnophilidae), például:
  - csíkos hangyászgébics (Thamnophilus doliatus),
  - pávaszemes hangyászmadár (Phaenostictus mcleannani)
- a hangyászsünfélék (Tachyglossidae), például:
  - rövidcsőrű hangyászsün (Tachyglossus aculeatus)
- a hangyászfélék (Myrmecophagidae), például:
  - sörényes hangyász (Myrmecophaga tridactyla),
  - dolmányos hangyász (Tamandua tetradactyla)
- a tobzoskák (Pholidota)

A hangyaevés egy speciális alesete, amikor egyes, a hangyák iránt egyébként nem különösen érdeklődő állatok (főleg madarak) a nagy tömegben rajzó, szárnyas nőstényeket és hímeket falják fel tömegesen.

#### A hangyák szimbiontiái

A tetvek megfejése

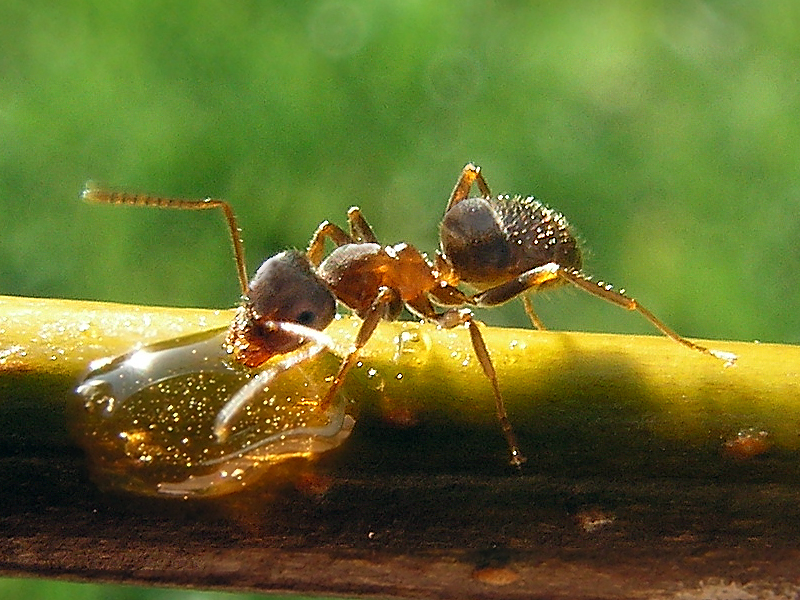
A kis fekete hangya (Lasius niger)

A hangyák a leggyakrabban levél-, kéreg- és pajzstetvekkel lépnek szimbiózisra. A hangyák és levéltetvek barátságáról a következőket írja nagy magyar megfigyelőjük, Szabó-Patay József (Brehm1933):
„Régóta ismeretes a hangyák és a levéltetvek közötti barátság. Csaknem mindenütt, ahol levéltetvek vannak, ott hangyákat is látunk. Ha megfigyeljük, hogy mit csinálnak a hangyák a levéltetvekkel, azt tapasztalhatjuk, hogy eleinte ide-oda járnak a növény nedvét szívogató tetvek között, a nélkül, hogy a tetvek róluk tudomást vennének. Majd azt látjuk, hogy az egyik hangya az egyik levéltetű hátulsó részénél megáll és csápjaival ütögetni, cirógatni kezdi a levéltetű hátát és potrohát. A levéltetű ezalatt teljesen nyugodtan ül egy ideig. Egyszerre csak megmozdul, felemeli a potrohát, amelynek végén aranysárga csepp jelenik meg. Erre várt a mögötte ülő hangya, s a cseppet nagy mohón felszürcsöli. A hangyáknak ezt a tevékenységét nevezték el fejésnek, a tetűt pedig ezen az alapon tehénnek. A hasonlat elég találó, mert úgy látszik első pillanatban, mintha a hangya csápjaival nyomná ki a tetű potrohából a hangyáknak kedves cseppet. A dolog azonban nem így van, hanem a hangya csápjaival csupán simogatja a tetű hátát és potrohát addig, amíg az ki nem engedi magából a várt nedvet. A hangyák simogatása kétségtelenül gyorsabb kiürítésre ösztönzi a tetveket. Ugyanis ha hangyák nincsenek mögöttük, akkor sokkal kevesebbszer könnyítik meg potrohukat. Ilyenkor másképpen is szabadulnak meg potrohuk felesleges tartalmától. Felemelik hátsórészüket és erős sugárban fecskendezik ki magukból a váladékot. Ez a váladék a levelek felületén mint ragyogó bevonat látható; ezt nevezik mézharmatnak.”
„A hangyák egyik tetűtől a másikhoz mennek s addig nem tágítanak egyiktől sem, amíg egy-egy aranysárga cseppel ki nem elégítette őket. Csak akkor hagyják ott a tetveket, ha ürülékükkel potrohukat szinte a szétpattanásig megtöltötték. Ilyenkor azután visszatérnek a hangyák a fészekbe, hogy az otthonlevőkkel megosszák a tetvek termelte táplálékot. A levéltetű ürüléke ugyanis sok cukrot és más tápláló anyagokat tartalmaz.”
„Magától értetődik, hogy a hangyák a nekik táplálékot termelő tetveket védik ellenségeik ellen és a legféltőbb gonddal ápolják. Gondoskodásuknak nagyon szép példáját figyelhettem meg a Rimaszombat melletti Szarvashegyen. Az egyik háromlevelű lóhere tövén, mintegy 5 cm magas és az alapján 15 cm-nyi kerületű, kúp alakú földépítményt vettem észre. Óvatosan kibontottam az oldalát s ekkor vált láthatóvá az építmény berendezése. A lóhere szárhüvelyét nagyobb üreg vette körül, tőle kétoldalt, lejjebb pedig szűk járatok nyílásai látszottak. A nagyobbik üregben a lóhere szárát fekete színű levéltetű (Aphis papaveris Fabr.) kisebb-nagyobb példányai csaknem teljesen beborították. A tetvek hátán a kis fekete hangya (Lasius niger L.) dolgozói tevékenykedtek. Az egyik például csápjával gyengéden tapogatta a megtelt potrohú tetűt s várta a tápláló csepp megjelenését, a másik pedig már mohón nyalogatta a „kifejt” mézet.”
„A lóhere szárhüvelyét a hangyák építették körül földtörmelékből összeragasztott fallal, hogy a „teheneiket” minden külső veszélytől megóvják, s hogy zavartalanul „fejhessenek”. Az említett kis „istállót” földalatti járatok kötötték össze a hangyák fészkével, amelyekben a fészekbe visszatérő, megduzzadt potrohú és a táplálékért igyekvő hangyák vonulását láthattam.”
„Vannak hangyák, amelyek egyedül a növényeken élősködő tetvek váladékával táplálkoznak. Így a földalatti életet élő sárga hangyáknak (Lasius flavus, L. umbratus) a növények gyökerén élősködő tetvek, a Lasius niger és L. umbratus fajok, valamint a Camponotus, a Cremastogaster és a Myrmica nembe tartozó hangyáknak pedig a növények földfeletti részein élő tetvek a táplálékadójuk. A Formica-fajok szintén kedvelik a tetű termelte mézet, de ezek inkább húsevők.”
„A pajzstetveket (Coccida) is megfejik a hangyák, azaz csápjuk ütögetésével kiürítésre ösztönzik.”
„A különböző hangyák rendszerint bizonyos fajta tetvekhez ragaszkodnak, de nem tartozik a ritkaságok közé, hogy más fajokat is felhasználnak éhségük csillapítására.”
A szimbionta együttélés további fajok bevonásával bonyolult együttműködésekbe torkollhat. Ugyancsak Szabó-Patay József a következőket írja az ember, egy kis jávai fekete hangya, a kakaófa és pajzstetveinek négyes viszonyáról (Brehm1933):
„Jávában nagyon gyakori egy kis fekete hangya (Dolichoderus bituberculatus). A hangyáról eleinte csak annyit tudtak, hogy főleg a kakaóültetvényekben szeret tartózkodni s ezért el is nevezték kakaóhangyának. A kakaóhangya életmódját van der Goot kezdte vizsgálni és csakhamar kiderítette, hogy a hangyák azért szeretnek a kakaófán tartózkodni, mert ott élnek kedvenceik, a „fehér kakaótetvek” (Pseudococcus crotonis), amelyekből édes, tápláló váladékot „fejnek”. Van der Goot megállapította azt is, hogy ezek a pajzstetvek nem ártanak sem a kakaófának, sem a termésnek, és hogy csak az esetben kedvező a szaporodásuk, ha a kakaóhangya is velük van. Az utóbbiak viszont csak addig maradnak a kakaófán, amíg a számukra táplálékot termelő pajzstetű is ottmarad.”
„Több kakaóültetvényes is figyelemmel kísérte a kis fekete hangyát és azt tapasztalták, hogyha számuk a kakaófán megszaporodik, akkor az kevésbé szenved veszedelmes kártevőjétől, a Helopeltis nevű mezei poloskától. Két ilyen poloskafaj (H. antonii és H. theivora) ellensége a kakaófának és igen nagy kárt tesz benne. Mind a kettő a fiatal hajtásait, különösen pedig a termését szurkálja meg szipókájával, hogy nedvét szívogathassa. A poloska szurkálásától mind a fiatal hajtás, mind a termés elpusztul.”
„Az ültetvényeseknek a megfigyelését szakemberek is megerősítették. Van der Meer Mohr szerint a kakaófán nagy mennyiségben hemzsegő hangyák a kártevő poloskákat nyugtalanítják és így megakadályozzák őket abban, hogy a fiatal hajtásokat és a termést szívogatásukkal elpusztítsák.”
„Ezeknek az értékes megfigyeléseknek az lett a természetes következménye, hogy amelyik kakaóültetvényben már volt kakaóhangya, ott a legnagyobb figyelemmel igyekeztek kedvében járni, ahol pedig hiányzott, megkísérelték letelepíteni. A letelepítés annak a megfigyelésnek az alapján sikerült, hogy a hangyák csak azon a fán maradnak meg, ahol élelmük termelőjét, a már említett pajzstetűt is megtalálják.”
„Hogy tehát a hangyák ragaszkodjanak a fához, velük együtt a pajzstetűt is a fára telepítik. A leszedett termés héján rendszerint sok pajzstetű van. A héjjal együtt rakják fel őket a kakaófára, ahol azután a hangyák veszik gondjaikba.”
„A hangyáknak a megfogása és a kiszemelt fákra való telepítése nem ilyen egyszerű dolog. A bennszülöttek éles megfigyelőképességre valló ügyességgel fogják össze a kakaóhangyákat. Úgy járnak el, hogy ott, ahol sok ilyen hasznos hangya van, banánlevélből készített, kis cső alakú fészkeket akasztgatnak a fák gallyaira. Ezekbe a fészkekbe a hangyák rövidesen betelepednek. Az élő hangyákkal megtelt fészkeket leszedik a fáról és hosszú rudakra fűzve viszik a hangyavásárra, ahol a kakaóültetvények gondozói drága pénzért megvásárolják. Hogy mekkora hasznot jelenthet az ültetvényeseknek a hangyák kakaóvédő munkája, legjobban mutatja annak a pénzösszegnek a nagysága, amelyen hangyákat vesznek. Így egyedül a Siloewok-ültetvény (Sawangan) évenként 15–20.000 holland forintot ad ki 4–5 millió ilyen hangyafészekért.”
„A fészkekben lakó hangyákat az ültetvényesek felakasztgatják azokra a kakaófákra, amelyeken egyáltalán nincs, vagy kevés ilyen hangya van. Ugyanekkor a kakaófa leveleiből készült üres fészkeket is tesznek melléjük. Azt tapasztalták ugyanis, hogy az utóbbiak tartósabbak és a hangyák is jobban kedvelik, mint a banánlevélből készített fészket, mert mihelyst észreveszik, átköltöznek beléjük. Hogy a hangyák elterjedését elősegítsék, azokról a fákról, amelyeken bőven hemzsegnek a hangyák, bambuszzsinórokat vezetnek át azokra, amelyeken kevés van belőlük. Ezeken a zsinórokon a hangyák egyik fáról a másikra sétálhatnak.”
„Ezzel még nem ér véget az ültetvényesek gondja, mert hasznos szövetségeseiket meg kell védeniök egy másik hangya (Plagiolepis longipes) támadásaitól, amelyek viszont nem védik meg a kakaófát poloskaellenségeitől. Ennek azonban szintén kitalálták a módját: fogógödrökben összegyűlt hangyákra földet hordanak és azt erősen letapossák.”
„Az embernek a kakaóhangyával való szövetsége a biológiai védekezési eljárásnak egyik igen figyelemreméltó példája, mert világosan megmutatja azt, hogy az élőlények szokásainak megfigyelése mily nagyszerűen hasznosítható az ember javára.”

### A bolyban
A hangyaállamokban idegen hangyákon kívül élhet még sokféle állat. Vannak közöttük szívesen látott vendégek – ennek szélsőséges példáiként úgynevezett rabszolgák és háziállatok – és vannak ellenségek.

#### Hangyabarátok
Hangyabarátoknak (hangyavendégeknek, mirmekofiloknak) nevezzük a bolyba betelepülő állatokat akkor is, ha viszonyuk a hangyákkal egyértelműen ellenséges. Ezeket élesen el kell különíteni az alapvetően künn, a szabadban élő és csak egyedi esetekben, véletlenül a hangyák építményeibe kerülő állatoktól. A hangyabarátok állandóan a hangyák között élnek és ehhez az együttéléshez alkalmazkodtak. Különböző fajaik rendkívül változatos viszonyokat alakítottak ki az őket befogadó hangyákkal. Rendszertanilag igen változatosak:
- sok atka- és
- holyvafaj,
- hangyásztücskök (Myrmecophilidae),
- hangyás vakászkák,
- némely zengőlegyek (Syrphoidea),
- egyes boglárkalepke-félék (Lycaenidae) hernyói és azok fürkészdarazsai (Ichneumonidae)
- stb.

Egyesek csak életük egy-egy szakaszát töltik a hangyák közt, mint a boglárkalepke-félék hernyói vagy a kis hangyásztücsök (Myrmecophila acervorum), amely a bolyon kívül telel át. Máspk (főleg egyes sok bogarak vagy levéltetvek) egész életüket a bolyban töltik. A vöröshangyák (Formica spp.) fészkeiben, illetve azok környékén akár 3000 különféle hangyavendég is összegyűlhet (ELENA 8. old.).
1. Valódi barátságos viszony a hangyák és az igazi vendégek (symphila) között van. Ilyenék például különböző holyvafélék közül a pamacsosholyva (Lomechusa spp.) és a bunkóscsápú hangyabogár nem fajai (Claviger spp.) (Brehm1933). Ezekhez a vendégeikhez a hangyák valóban ragaszkodnak. Gyakran látható, ahogy az ilyen vendégbogarat a hangyák gyöngéden nyalogatják és nagy veszély idején nemcsak fiasításuk mentésével törődnek, hanem a bogarak biztonságáról is gondoskodnak. A nagy megbecsülés oka, hogy e vendégek illatos nedveket választanak ki testük bizonyos helyein, rendszerint ecsetszerűen összecsapódott szőrök között, és ezeket a hangyák nagy élvezettel fogyasztják. De bármily szívesen is látják a hangyák ilyen vendégeiket, az nem válik hasznukra.
A hangyáknak egyedüli nyeresége a jóízű és illatos váladék; de erre az élvezeti cikkre valójában nincs szükségük (éppen olyan jól el lehetnek nélküle, mint az ember alkohol nélkül). De majd' elepednek a nyalánkságért és kedves vendégeiket sokszor oly odaadóan óvják, gondozzák, hogy elhanyagolják miattuk közösségi kötelességeiket. A legkellemetlenebb bajok forrásává válik a hangyáknak ez a szokása a vérvörös rablóhangya (Formica sanguinea) fészkében, ha ott pamacsosholyvák ütik fel tanyájukat. Ezek a vendégek annyira lekötik a hangyákat, hogy nemcsak a kifejlett bogarakról gondoskodnak, de azok lárváikról is, ami mindinkább a hangyafiasítás rovására megy. Új királynőket nem tudnak felnevelni, mert a szükséges táplálékot a bogárlárváknak adják, és így a királynőknek indult lárvákból a dolgozó és a nőstény között álló, minden munkára alkalmatlan korcsok lesznek (ezek könnyen felismerhetők erősebben fejlett torukról). Ha a pamacsosholyvák elszaporodnak, a dolgozók többsége elkorcsosul, a hangyakolónia elgyengül és végül elpusztul.
2. A megtűrt vendégek külseje olyan, hogy a hangyák figyelmét elkerülhetik.
3. Az ellenségnek tekintett megszállók megmaradását speciális viselkedésük teszi lehetővé.
A kis hangyásztücsök (Myrmecophila acervorum) életmódját műfészkek megfigyelése alapján a következőképp mutatja be Szabó-Patay József (Brehm1933):
„A hangyafészek előcsarnokába eresztett tücskök néhány óra múltán bevonultak a fészek belsejébe és már az első napon megfigyelhettem, hogy új gazdájuk valamelyikét éppen úgy nyalogatták, mintha mindig közöttük laktak volna. Csak akkor látszott meg, hogy a hangyák nem tartják őket vendégeiknek, amikor szembekerültek velük. A hangyák ilyenkor támadó mozdulatokkal ugrottak feléjük, de a tücskök kis félkörben elkanyarodva, bámulatos ügyességgel tértek ki előlük. Az ellenséges bánásmód nem igen félemlítette meg őket, mert egy-egy ilyen támadás után néhány percre ismét elülről kezdték azt a törekvésüket, hogy a hangyák közelébe férkőzzenek s azok testét nyalogassák. Nagyon sokszor végignéztem, hogy milyen módon jut a tücsök a hangyához. Rendszerint azzal kezdődött a dolog, hogy a tücsök folyton rezgő csápjait az egyik nyugodtan álló hangya felé nyújtotta és időnként megállva közeledett feléje. Ha e közben ellenséges mozdulatot vett észre, akkor visszatért kiindulási helyére. Néhány pillanat múlva azonban újból elülről kezdte a kiszemelt hangya megközelítését, és ezt mindaddig ismételte, amíg csápjaival el nem érte. Ha aztán ennyire jutott, akkor csápjaival tapogatni, simogatni kezdte a hangyát s ha az nyugodtan tűrte, elhatározott mozdulattal közvetlen közelébe férkőzött. Ilyenkor mindjárt nekifogott a hangya tisztogatásának (u. i. a hangya testét bevonó olajos anyag a tápláléka). Rendszerint az egyik hátsó lábon kezdte, gyorsan mozgó szájrészeivel többszörösen végigment a lábszáron, majd ha ezt megelégelte, akkor a hangya potrohának hátsó részeire került a sor, vagy pedig egy másik lábra.”
„Azt a nőstény hangyásztücsköt, amelyet a Camponotus vagus társaságába bocsátottam, a nyolcadik napon darabokra szaggatva találtam meg az egyik sarokban. Hiábavaló volt tehát minden ügyeskedése, a hangyák mint idegennel végeztek vele. Bizonyára körülfogták a nálánál sokkal nagyobb hangyák, úgyhogy sem gyors, kör alakú mozgása, sem pedig az ugróképessége nem menthette meg. Megfigyeléseimnek értékelése után csak megerősíthetem Schimmernek azt a nézetét, hogy a hangya és a hangyásztücsök együttélésében a hangya viselkedése ellenséges, a legjobb esetben közönyös, és hogy a tücsök barátságos fogadtatása, valamint együttélésük feltétele nem egyes hangyák „tücsöktűrő” ösztöne, hanem egyedül a tücsök alkalmazkodó tehetsége. A hangyákéhoz hasonló viselkedése és előnyös tulajdonságai a védekezés módjában a hangyák támadásai ellen, teszik lehetővé, hogy a tücsök a hangyák közé benyomulhasson és ott élhessen. Azt, hogy a hangyák esetleges megszokása sem biztosítja a tücsök életét, már Schimmer kimutatta.”
4. A parazitákkal, kiváltképp a fiasítás vérét szívó atkákkal szemben a hangyák rendszerint tehetetlenek. Ha az atkavész elhatalmasodik – és ez nem ritka – az egész boly belepusztulhat.

#### Együttélésük némely növényekkel
1. Hangyanövényeknek (mirmekofitonoknak) nevezzük azokat a növényeket, amelyek úgy nőnek, hogy kimondottan a hangyák fészkelőhelyéül szolgáló üregeket, úgynevezett domáciumokat alakítanak ki. Főleg a trópusi esőerdőkben elő mürmekofil fás szárú vagy epifiton növényeket a hangyák látják el ásványi tápanyagokkal (Csathó et al.).
- Jellegzetesen ilyen a dél-amerikai trópusokon nagyon gyakori hangyafa vagy (imbauba, Cecropia spp.). Ennek a magas, csillár alakúan növő növénynek ágaiban alakít ki üregeket a harcias Azteca-hangyák számára. A fa nemcsak otthont nyújt a hangyáknak, de táplálékot is termel nekik, és a hangyák előszeretettel fogyasztják a nagy fehérjetartalmú, úgynevezett Müller-féle testecskéket.
- a hangyagumó (Myrmecodia) fajok szárukban alakítanak ki fészkelő üregeket,
- a Dischidia-fajok szára és levele,
- a szakállbromélia (Tillandsia) fajok egész hajtása

gumószerűen kiszélesedhet és üregessé módosulhat (Csathó et al.).
A Macaranga növénynemzetség néhány faja lakhelyet és édes nedveket ad némely fánlakó hangyáknak, jellemzően a szívhangyáknak (Crematogaster spp.). Viszonzásképp a hangyák felfalják, illetve elűzik e növények kártevőit.
2. A hangyák fákra készített (arboreális) kartonfészkén kinövő epifitonok együttese a hangyakert.
3. Egyes növényfajok magvait jellemzően hangyák terjesztik; ez a folyamat a mirmekochoria. Ennek elősegítésére ezeken a magvakon lipidekben és fehérjékben gazdag függelék nő – ez az úgynevezett olajtest (elaioszóma), amit a köznyelvben hangyakalácsnak (hangyakenyérnek) nevezünk (Csathó et al.).

## A hangyák eszközhasználata
A legismertebb eszközhasználók a szövőhangyák (Oecophylla spp.), a horgashangyák (Polyrhachis spp.) és a lóhangyák (Camponotus spp.)  fészeképítő munkája, amihez a lárváik által termelt selyemszálat használják, a szálakat kibocsátó lárvákat pedig rágóikba fogva mozgatják.
Kevésbé ismert, hogy több faj, így az erdeihangya-formák (Dolichoderinae) közé tartozó  Dorymyrmex bicolor és az Aphaenogaster cockerelli nevű karcsúhangya kövekkel torlaszolja el versenytársai fészkeinek bejáratát. Egy gyepihangya (Tetramorium sp.) dolgozói jól dokumentált módon homokszemcsékkel dugaszolták el a karcsúméhekhez (Halictidae) sorolt Lasioglossum zephyrum földalatti fészkébe vezető járatot (Lőrinci, 16. old.).
Az eszközhasználat harmadik formájaként egyes hangyák a (fél)folyékony táplálékot a szállítás megkönnyítésére nedvszívó anyagokkal (pl. talajszemcsékkel, levéldarabokkal) felitatják. Ez a szállítási módot a 2010-es évekig már a karcsúhangya (Aphaenogaster) nem 8 fajánál írták le; emellett megfigyelték a floridai aratóhangyánál (Pogonomyrmex badius) és a vörös tűzhangyánál (Solenopsis invicta) is. A karcsúhangya számára ez a megoldás nemcsak a táplálék szállítását teszi hatékonyabbá, de az agresszív domináns fajok támadásait is megelőzi (Lőrinci, 16. old.).

## A hangyák és a talaj
A talajlakó hangyák élőhelyük talajának több tulajdonságát is kedvezően befolyásolják:
- részt vesznek a talaj tápanyagainak körforgásában, a talajba kerülő szerves anyagok feldolgozásában;
- járataikkal lazítják, szellőztetik, keverik a talajt, javítják annak szerkezetét (egyes szerzők szerint ez a tevékenységük még a földigiliszta-félék (Lumbricidae) ilyetén munkájánál is hasznosabb),
- fészeképítésük elősegítheti a sziklák begyepesedését stb.

A talajszemcsék aprításában is fontos szerepet játszanak azok forgatásával és „összedörzsölésével”. Magokat is szállítanak, amivel több növényfal elterjedését segítik (ELENA, 7. old.)

## Fordítás
- Ez a szócikk részben vagy egészben  az   ant című angol Wikipédia-szócikk ezen változatának fordításán alapul.  Az eredeti cikk szerkesztőit annak laptörténete sorolja fel. Ez a jelzés csupán a megfogalmazás eredetét és a szerzői jogokat jelzi, nem szolgál a cikkben szereplő információk forrásmegjelöléseként.